# World Trade Center (PATH-Station)

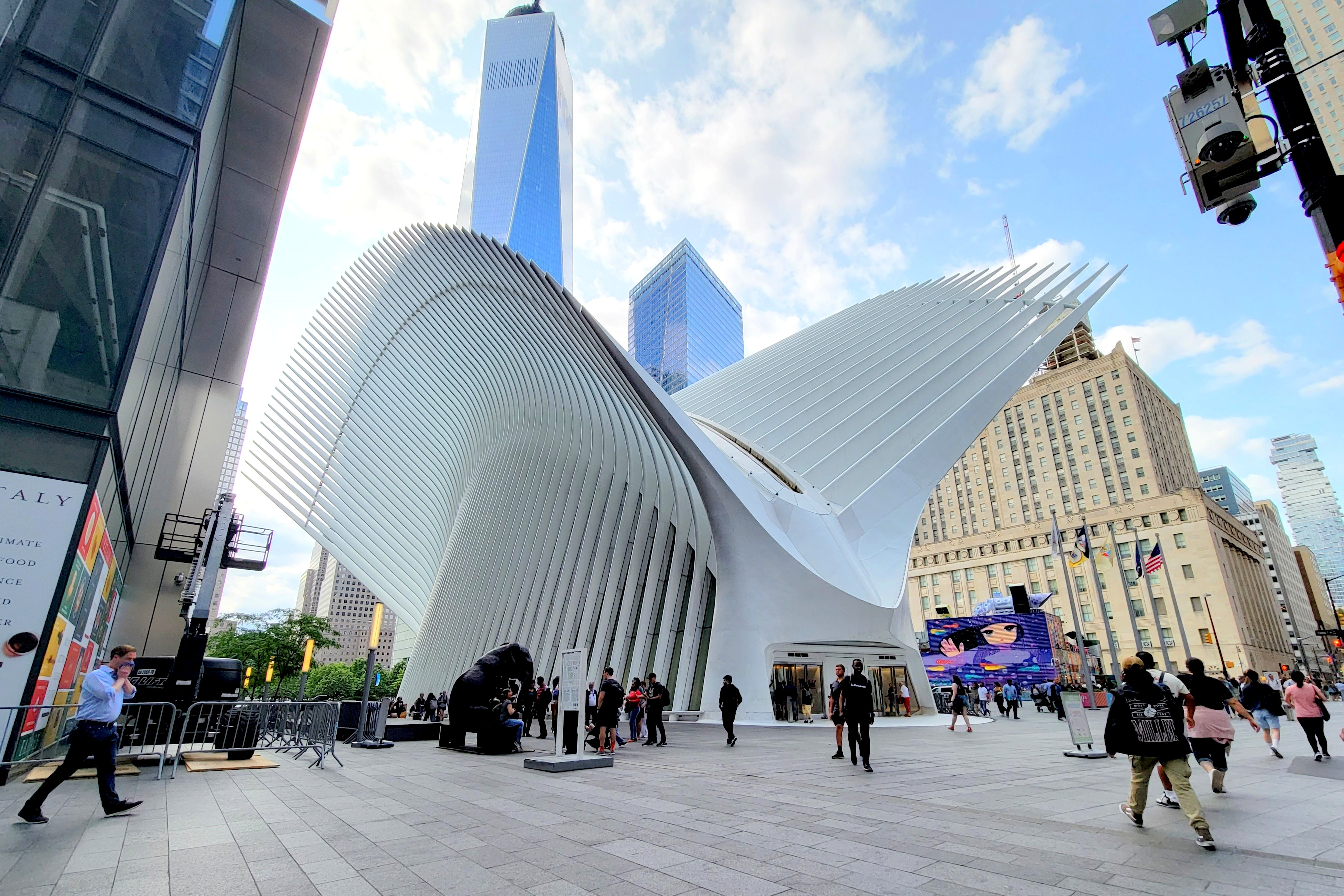
Haupthalle „Oculus“ des World Trade Center Transportation Hub

Die Station World Trade Center ist ein unterirdischer Bahnhof im Financial District von Manhattan in New York City. Sie dient dem Schienenpersonennahverkehr der Port Authority Trans-Hudson (PATH) und ist zentraler Bestandteil des World Trade Center Transportation Hub, des fünftgrößten Verkehrsknotenpunkts in der New York Metropolitan Area.
Von 1909 bis 1971 befand sich in unmittelbarer Nähe des heutigen Bahnhofs das Hudson Terminal der privaten Hudson and Manhattan Railroad. Es bestand aus zwei Bürohochhäusern und einem ersten unterirdischen Bahnhof auf dem Gelände des späteren World Trade Centers. Im Jahr 1971 schloss die Port of New York Authority die Station Hudson Terminal und eröffnete eine neue unterirdische Station mit dem Namen World Trade Center. Diese Station wurde beim Einsturz des World Trade Centers nach den Terroranschlägen am 11. September 2001 zerstört. Bei der Beräumung der World Trade Center Site wurde sie abgerissen.
Im November 2003 nahm die Port Authority of New York and New Jersey eine als Provisorium vorgesehene unterirdische Station in Betrieb. Sie hieß wieder World Trade Center. Ihr Zugang wurde beim bis ins folgende Jahrzehnt andauernden Bau des neuen World Trade Center mehrmals verändert. Am 3. März 2016 wurde der fertiggestellte World Trade Center Transportation Hub eingeweiht. Die Transit Hall „Oculus“ ist das oberirdische Empfangsgebäude und beherbergt unter einem vom spanischen Architekten Santiago Calatrava entworfenen, aus Stahlrippen geformten Dach Einzelhandelsgeschäfte mit 45.000 Quadratmetern Verkaufsfläche. Das von Unibail-Rodamco-Westfield verwaltete Einkaufszentrum erstreckt sich bis auf mehrere Etagen der benachbarten Hochhäuser Three und Four World Trade Center. Es existieren Zugänge zum One World Trade Center und ein Verbindungsgang zum Brookfield Place.
Im World Trade Center Transportation Hub ist das Umsteigen zwischen der PATH-Station und mehreren Stationen der New York City Subway möglich: Der U-Bahnhof WTC Cortlandt, die Stationskomplexe Chambers Street–World Trade Center/Park Place/Cortlandt Street und Fulton Street sind von der Verteilerebene bzw. durch Verbindungsgänge erreichbar.

## Hudson Terminal
Die Station Hudson Terminal war ab dem 19. Juli 1909 die Endstation der Hudson and Manhattan Railroad an der Lower West Side von Lower Manhattan. Das Hudson Terminal bestand aus dem unterirdischen Personenbahnhof mit fünf Gleisen und den Hudson Terminal Buildings, zwei 22-geschossigen Büro-Hochhäusern, die der Eisenbahngesellschaft gehörten. Hudson Terminal wurde 1962 Eigentum der Port of New York Authority, die das Grundstück in ihr Stadtentwicklungs-Projekt World Trade Center einbezog.

### Funktion und Anlage des Hudson Terminal
Das Hudson Terminal war zur Church Street hin orientiert, weswegen es auch als Church Street Terminal bekannt war. Es nahm den Ostteil von zwei Häuserblöcken ein, die im Norden von der Fulton Street und im Süden von der Cortlandt Street begrenzt waren. Auf Straßenniveau trennte die Dey Street den Komplex in das nördliche Fulton Building, Postanschrift 50 Church Street, und das südliche Cortlandt Building, Postanschrift 30 Church Street.
Die Büro-Hochhäuser wurden 1908 nach Entwürfen der Architekten Clinton & Russell fertig gestellt. Es handelte sich um Stahlskelettbauten mit massiven Backsteinfassaden. Beide Häuser waren im Entwurf grundsätzlich gleich, aber das südliche Grundstück ist etwas größer, so dass das Cortlandt Building in Nord-Süd-Ausdehnung massiger ausgeführt werden konnte. Charakteristisch waren je zwei Türmchen mit aufgesetzten Zeltdächern an den nach Westen, zum Hudson River, hin orientierten Gebäudeseiten.
Die Untergeschosse waren durchgängig. Der Bauherr wurde von der Stadt verpflichtet, die Dey Street auf den Untergeschossen zwischen den Hochhäusern als öffentliche Straße wiederherzustellen. Im ersten Untergeschoss war eine Fußgängerpassage mit Rampen zum Erdgeschoss, im zweiten Untergeschoss die Verkehrsstation mit den Bahnsteigen parallel zur Church Street angeordnet. Darunter befand sich ein Kellergeschoss.:17
Die gesamte Verkehrsstation war für große Fahrgastzahlen im Berufsverkehr ausgelegt und funktionierte als eine lang gestreckte Wendeschleife. Die zwei gusseisernen, jeweils eingleisigen Röhren des Bahntunnels Downtown Hudson Tubes (Montgomery–Cortlandt Tunnels) unterquerten den Hudson River von und nach Jersey City. Sie verliefen in Manhattan mit zwei Häuserblöcken Abstand zueinander unterhalb der Straßen Fulton Street und Cortlandt Street.
Die Verkehrsstation war so dimensioniert, dass sie unter die beiden Hochhäuser entlang der Church Street passte, während die Fahrtunnel unter den öffentlichen Straßen verliefen. Mit engen Kurvenradien in den Zu- und Ausfahrten und unter voller Ausnutzung des Raums bis zu den Grundstücksgrenzen der jeweils gegenüberliegenden privaten Gebäude konnten überwiegend gerade Bahnsteigkanten gebaut werden, so dass nur die Endbereiche der Bahnsteige den Gleisbögen angepasst folgen mussten. Zwillingsbahnsteige umgaben jedes der fünf Gleise und konnten so in einer Spanischen Lösung getrennt zum Ein- bzw. Aussteigen genutzt werden. Auf diese Weise war im Berufsverkehr ein schneller Fahrgastwechsel bei den im Abstand von bis zu 90 Sekunden fahrenden Züge möglich. Die Fahrgäste erreichten über Treppen die Verteilerebene und von dort über Rampen die Straßenoberfläche. Ein- und Ausgänge gab es an der Church Street wie auch den drei Querstraßen.

### Bedeutung und Umfeld des Hudson Terminal
Die Hudson Terminal Buildings hatten 39 Aufzüge zur Erschließung, beherbergten die Verwaltung der Bahngesellschaft, vermietbare Büroflächen für 10.000 Personen, ein exklusives Clubrestaurant auf einem der obersten Stockwerke, ein Kino, Verkaufsstände und Dienstleistungseinrichtungen wie eine Gepäckaufbewahrung.
Der Eigentümer William Gibbs McAdoo erwartete, dass seine Investition in die neuen Büroflächen durch induzierte Nachfrage den Verkehrsbedarf zwischen New Jersey und der Innenstadt Manhattans deutlich erhöhen würde.
In einem Geographie-Buch wurde das Hudson Terminal im Jahr 1928 wie folgt beschrieben:

„Es ist eine ganze Stadt für sich, eingeschachtelt mitten im Geschäftsviertel von Neuyork. Hoch darüber aufragend, tief darunter reichend, ein Berg aus Stahl und Mauerwerk mit Straßen, die übereinanderliegen, mit Banken, Post, Telegraphen- und Telephonämtern, Feuerwehr, Polizei, Kaufläden, riesigen Gas- und elektrischen Werken, Dampfmaschinen, Vergnügungsstätten, Bahnhöfen, Wirtshäusern, Klubs, Cafés und einem öffentlichen (Dach-)Garten, der hoch über Neuyork liegt. Die Einwohnerzahl dieser Stadt aus Stahl kann 10.000 Seelen betragen, 10.000 am Tage, und nur einige hundert zur Nachtzeit. 5000 Räume stehen ihnen zu Gebote oder, wenn man den Durchschnitt eines gewöhnlichen Wohnhauses mit 10 Räumen annimmt, 500 Häuser.“

Zeitgenössische Fotografien zeigen das Hudson Terminal in seiner bis auf wenige Landmarken seitdem veränderten Umgebung. Die aus niedrigen und wenigen höheren Altbauten bestehenden Häuserblocks der Speicherstadt Radio Row zwischen Hudson Terminal und der West Street am Ufer des Hudson River wurden 1966 zur Baufeldfreimachung für das World Trade Center abgerissen.
Die Hudson Terminal Buildings erscheinen auf den zeitgenössischen Fotografien als zwei fast identische, dunkle, massive Gebäude. Ein Hochhaus mit heller Fassade südlich an der West Street, gegenüber der Piers am Ufer des Hudson Rivers, ist das bis heute vorhandene 90 West Street. Südlich der Cortlandt Street am Broadway ragen City Investing Building und der historisch bedeutsame Wolkenkratzer Singer Building auf, an deren Stelle seit 1973 One Liberty Plaza steht. Südlicher sind bis heute das massive Equitable Building und daneben die Trinity and U.S. Realty Buildings erhalten. Weiter nordöstlich des Hudson Terminal stehen die hellen Hochhäuser Woolworth Building und Municipal Building. Den nördlichen Rand des späteren World-Trade-Center-Geländes markiert zur West Street hin das Barclay-Vesey Building.

Historische Ansichten der Hudson Terminal Buildings
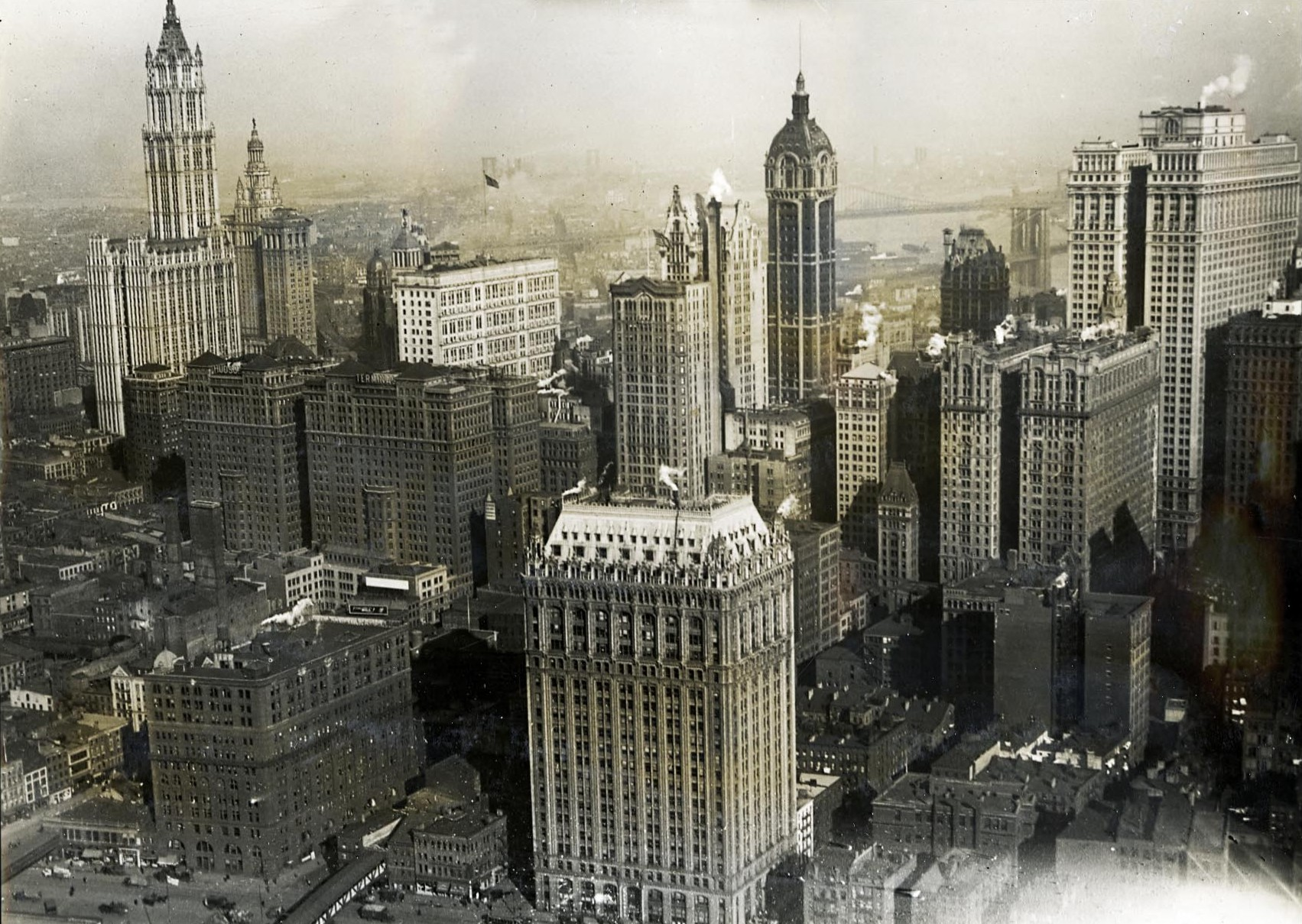
1919: Hudson Terminal links der Bildmitte
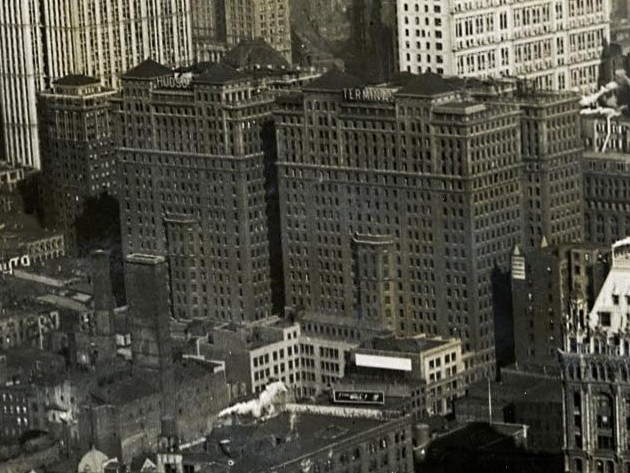
1919: Vergrößerter Ausschnitt aus dem Luftbild
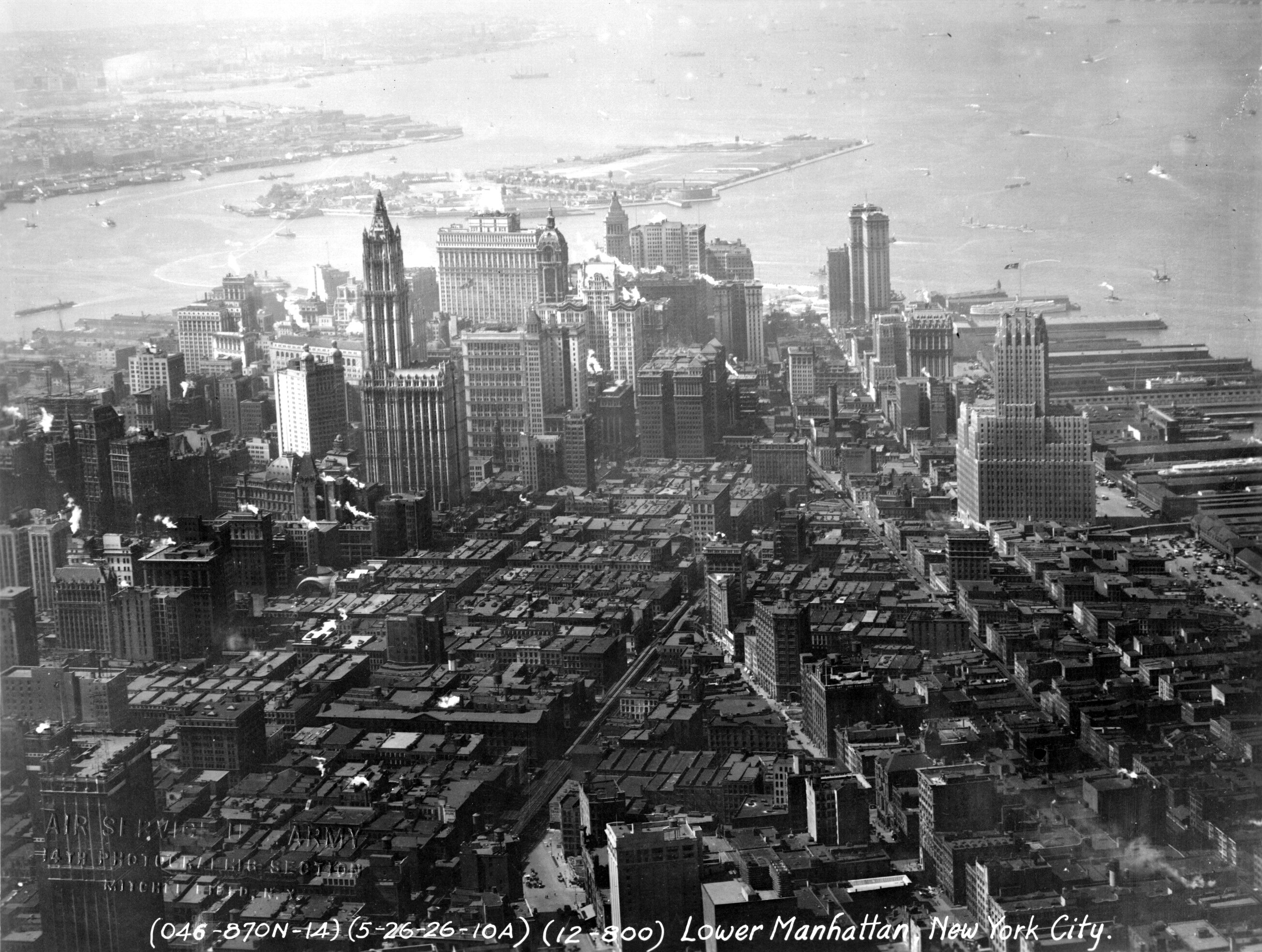
1926: Schrägluftbild, Blick nach Süden, Hudson Terminal mittig
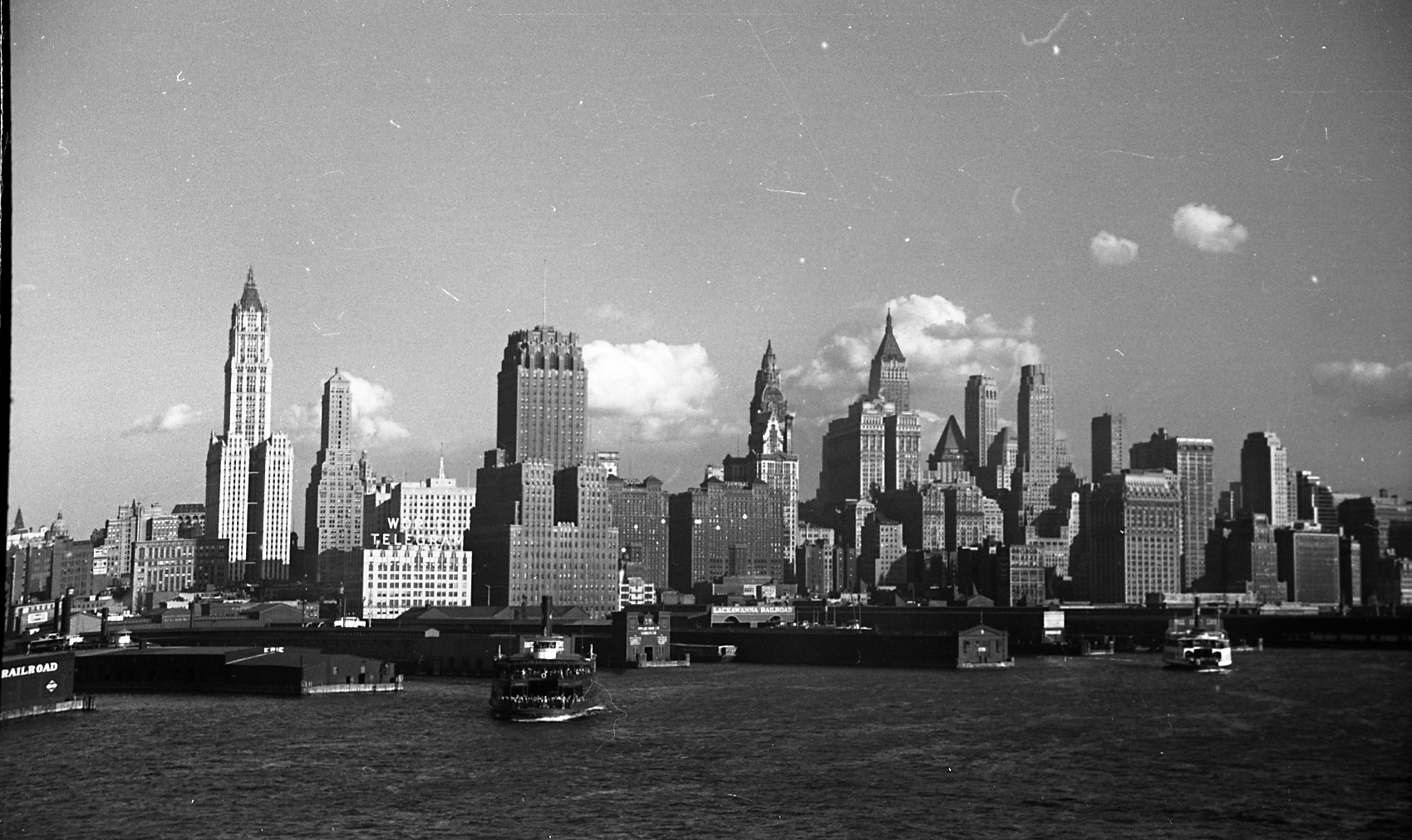
1938: Blick vom Hudson River

## Bau des World Trade Centers

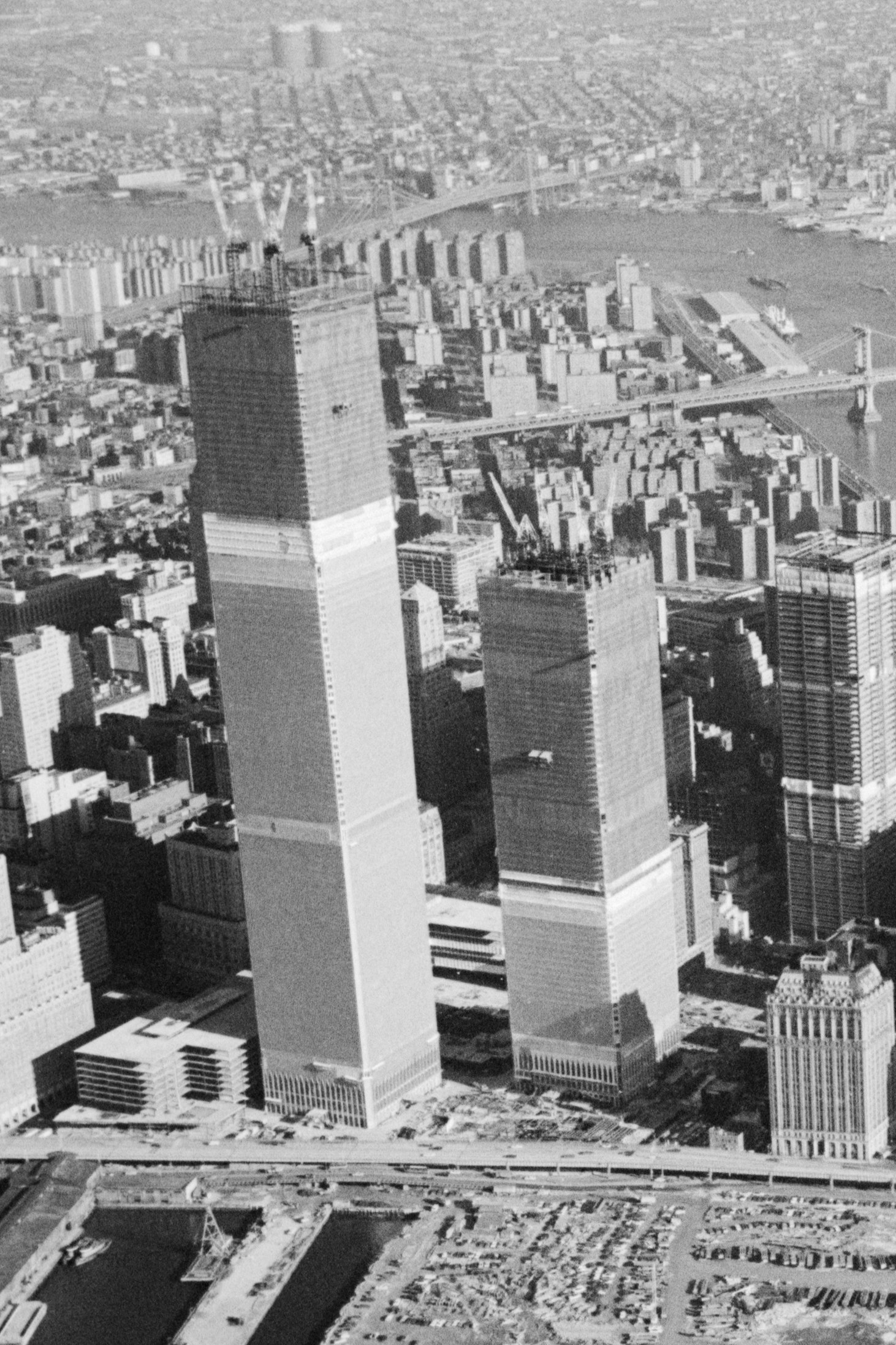
Januar 1971: World Trade Center und One Liberty Plaza (ganz rechts) in Bau. Fulton Building existiert nicht mehr, Cortlandt Building durch WTC 2 nahezu verdeckt.

Fundamente wurden infolge der geologischen Verhältnisse unterschiedlich gegründet: Tief westlich der historischen Greenwich Street, flacher östlich, wo auch das Hudson Terminal stand.

### Vom Hudson Terminal zum World Trade Center
Die Hudson and Manhattan Railroad ging Ende der 1950er Jahre bankrott. Ihr Geschäftsmodell, Gewerbeimmobilien in einem aufstrebenden Central Business District durch eine hervorragende Massenverkehrsanbindung zu erschließen und so Mieteinnahmen zu generieren, sollte an gleicher Stelle und im größeren Maßstab wiederholt werden: Die Bundesstaaten New York und New Jersey einigten sich auf einen Sanierungsplan, der beinhaltete, dass die abzuwickelnde Bahngesellschaft das Gelände des Hudson Terminal der Port of New York Authority übereignete, damit diese die Gebäude abreißen und mit dem World Trade Center eine hochmoderne Gesamtbebauung erstellen sollte. Parallel sollte die Bausubstanz von Lower Manhattan verjüngt werden, das im Lauf der vorangegangenen Jahrzehnte in Bezug auf zeitgemäß ausgestattete und dimensionierte Büroflächen von Midtown Manhattan überflügelt worden war.
Die Bahn selbst wurde zunächst von den Staaten New York und New Jersey übernommen und 1962 an die neue Gesellschaft Port Authority Trans-Hudson übertragen, einer Abteilung der Port of New York Authority. Berechnungen der Port Authority aus dem Jahr 1961 zeigten, dass bei einer Einstellung des Bahnbetriebs 31 Millionen Fahrgäste pro Jahr auf ihre bereits überlasteten Straßenquerungen ausgewichen wären.
Die Bauarbeiten für den World-Trade-Center-Komplex begannen im Jahr 1966. Der Abriss der Altbebauung war mit der Neubebauung des Geländes verzahnt. Im ersten Schritt wurde im für die Zwillingstürme des World Trade Centers vorgesehenen Kernbereich zwischen West Side Highway und Greenwich Street die Radio Row 1966 gesamthaft abgerissen. Das historische Raster der öffentlichen Straßen wurde dann aufgehoben und die Blockstruktur der alten Bebauung überformt. Die Grundstücke der zwischen Greenwich Street und Church Street stehenden Hudson Terminal Buildings und der benachbarten privaten Gebäude wurden erst in späteren Bauphasen einbezogen.
Der Südflügel des 1971 fertig gestellten World Trade Center 5 belegte das nördliche Grundstück, auf dem bis 1968 das Fulton Building gestanden hatte. Nach Zerstörung 2001 und Abriss wurde an gleicher Stelle 2016 das Bahnhofsgebäude „Oculus“ eröffnet.
Der Nordflügel des 1975 fertig gestellten World Trade Center 4 belegte das südliche Grundstück, auf dem bis 1972 das Cortlandt Building gestanden hatte. Nach Zerstörung 2001 und Abriss wurde an gleicher Stelle 2018 das Hochhaus Three World Trade Center eingeweiht.

Vom Hudson Terminal zum World Trade Center
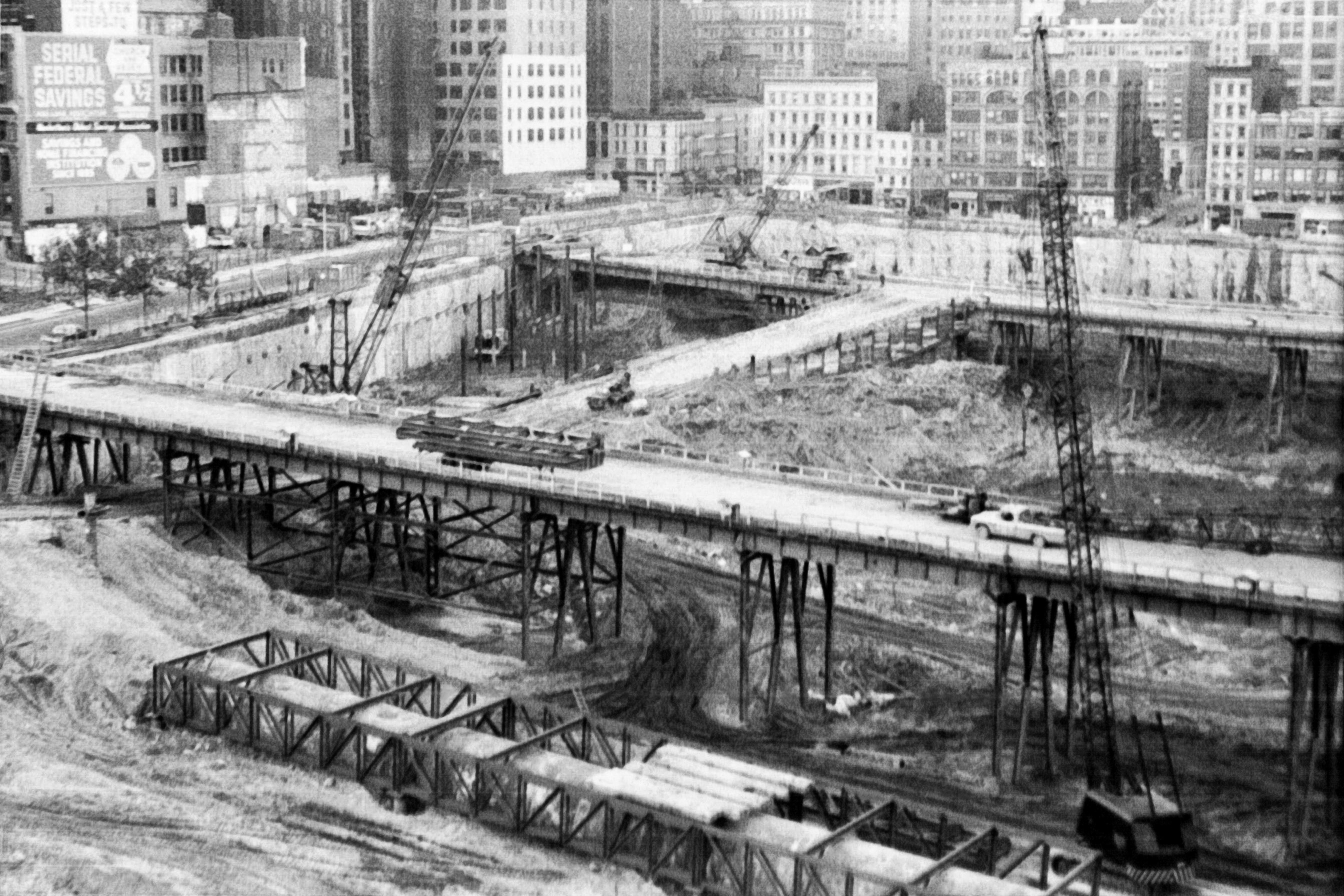
April 1968: Baugrube, Tunnelröhren teilweise freigelegt. Cortlandt Building links hinter Altbauten ansatzweise zu sehen.
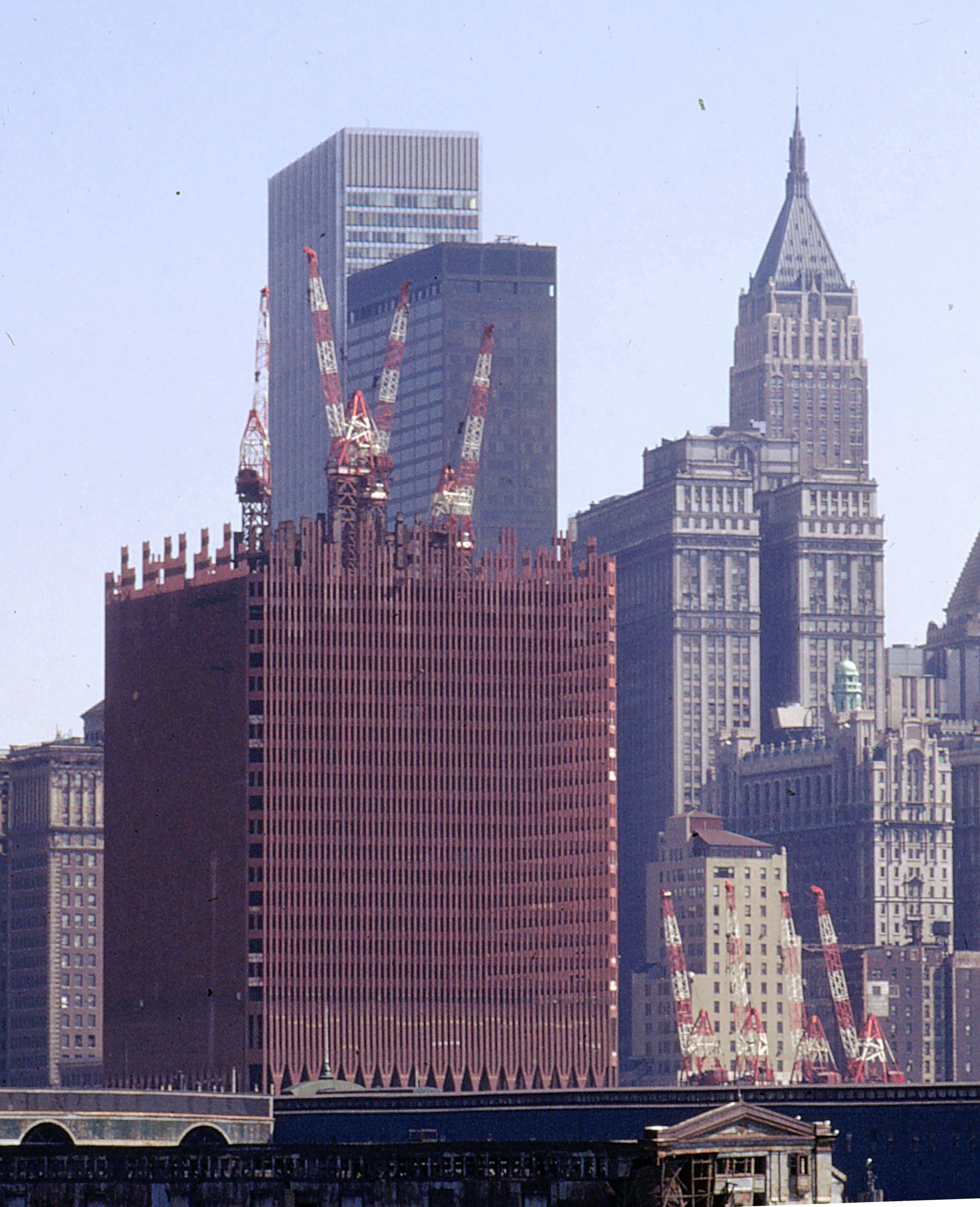
Herbst 1969: Hudson Terminal hinter entstehendem WTC 2. Rechts Equitable Building, dahinter 40 Wall Street.
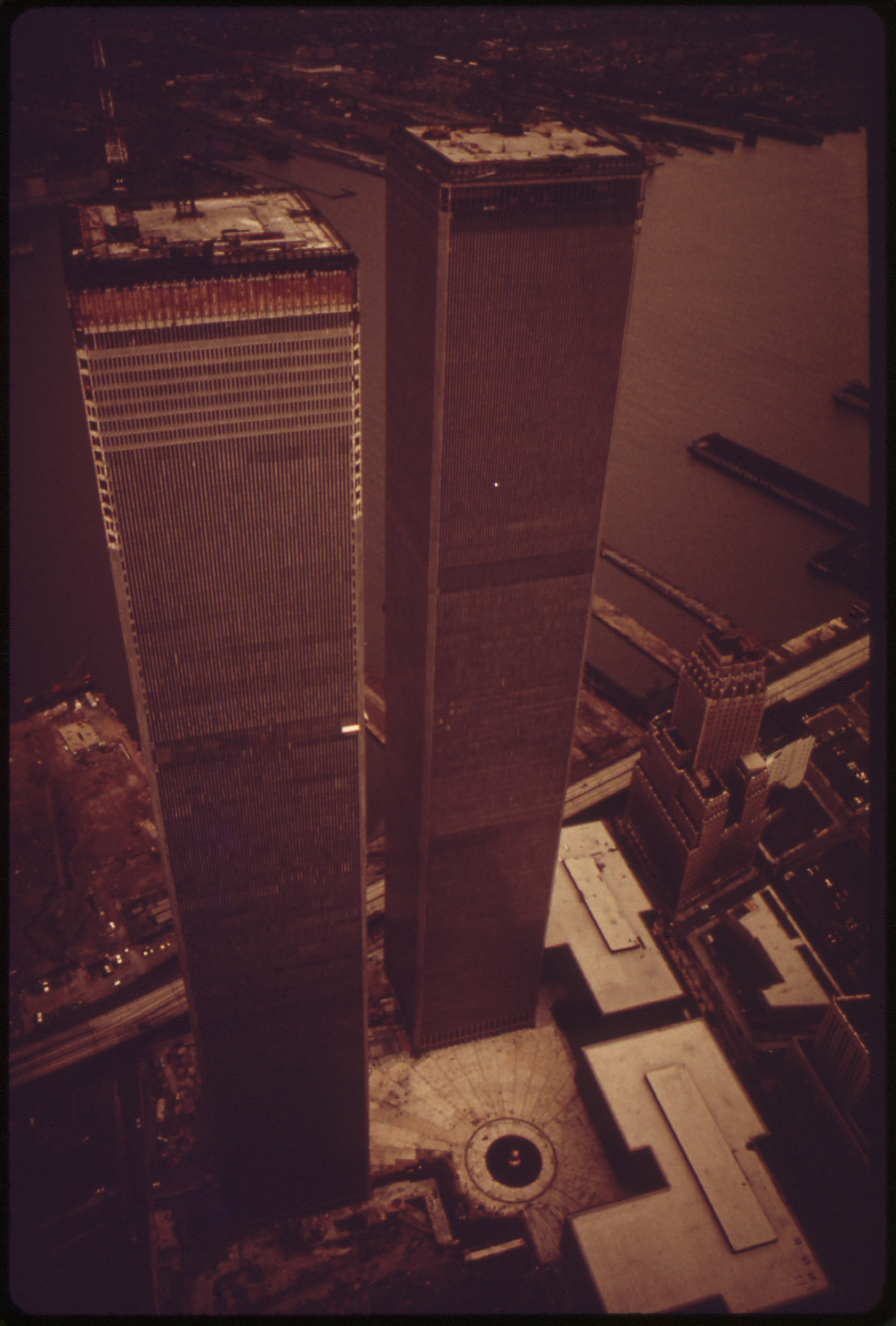
Mai 1973: Plaza-Bauten WTC 6 und WTC 5 vollständig, WTC 4 an Stelle des als letztem abgerissenen Cortlandt Buildings ist Baugrube
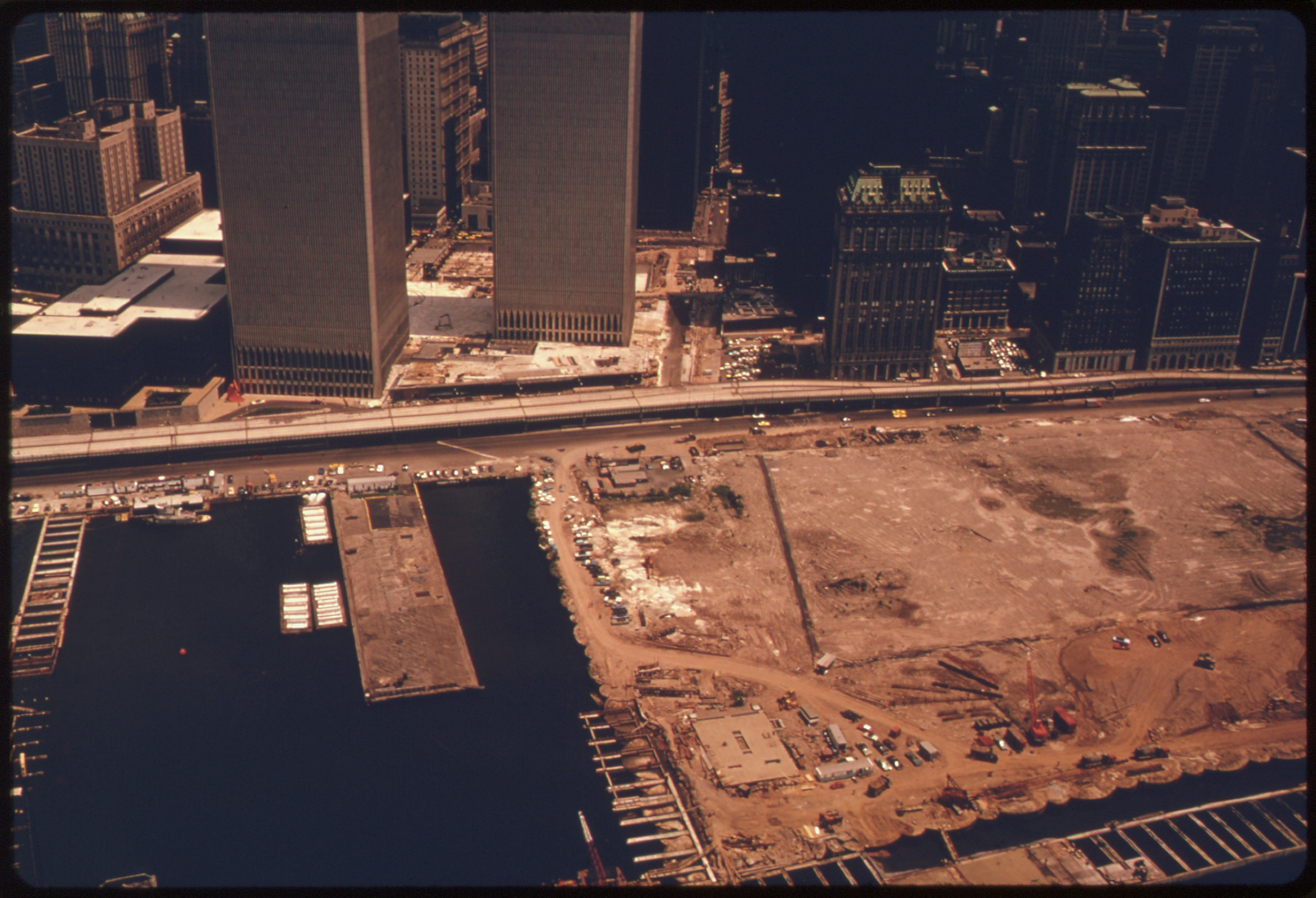
Juni 1974: Baustelle für WTC 4 hinter WTC 2 sichtbar. One Liberty Plaza ist komplett.

Andere Schilderungen des Bauverlaufs besagen, dass in einem ersten Schritt alle Gebäude des Hudson Terminal abgerissen worden seien, um für den riesigen Komplex Platz zu schaffen, der neben den beiden 110 Stockwerke hohen Zwillingstürmen mehrere niedrige Bürogebäude und eine unterirdische Einkaufspassage beinhalten sollte. Noch im selben Jahr 1966 soll diesen Angaben zufolge die Station Hudson Terminal geschlossen worden sein.

### Baugrube und Tiefgeschosse

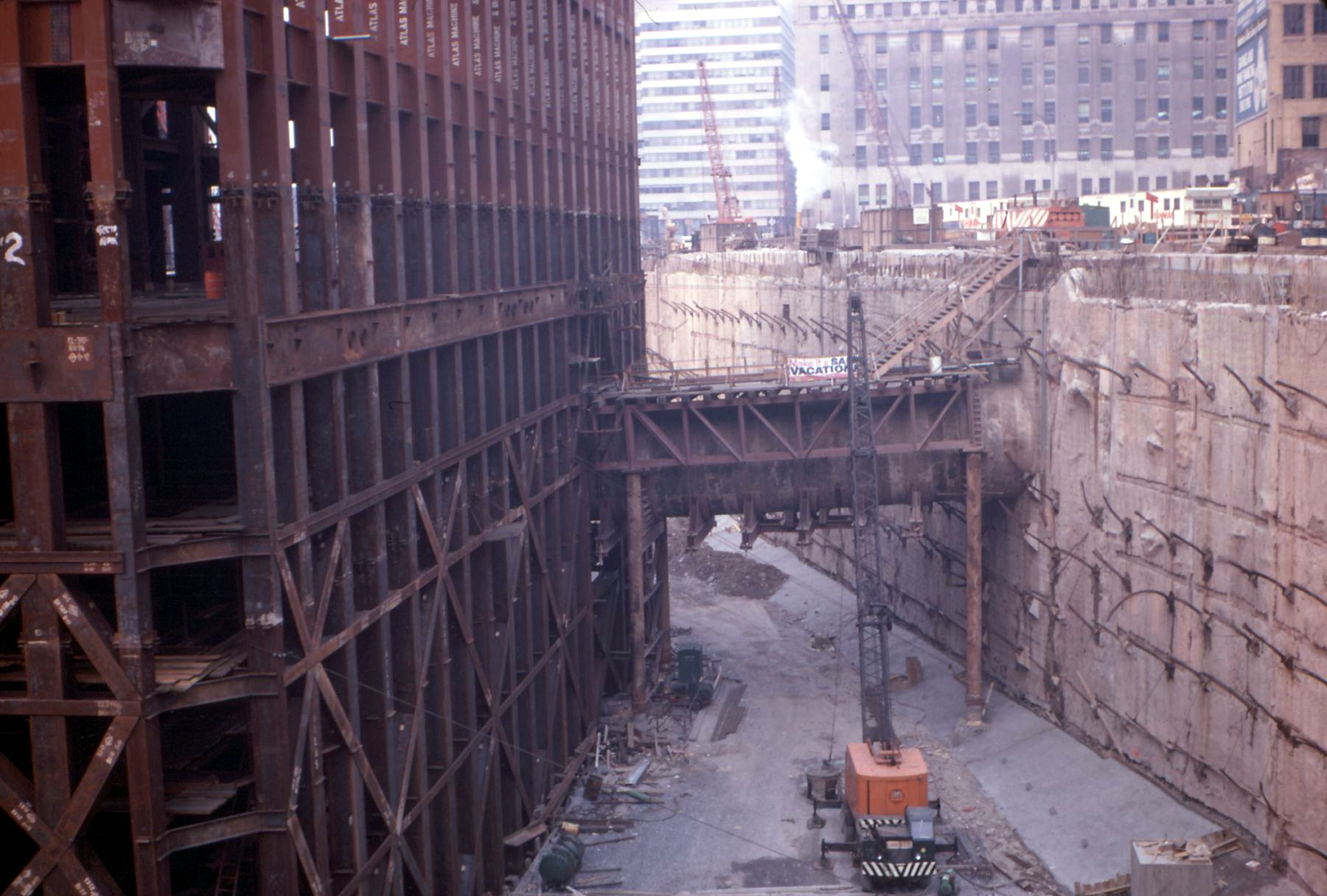
Links Stahlskelett WTC 2, abgestützt querend die südliche Tunnelröhre, rechts Schlitzwand Greenwich Street. Blick nordwärts 1969.

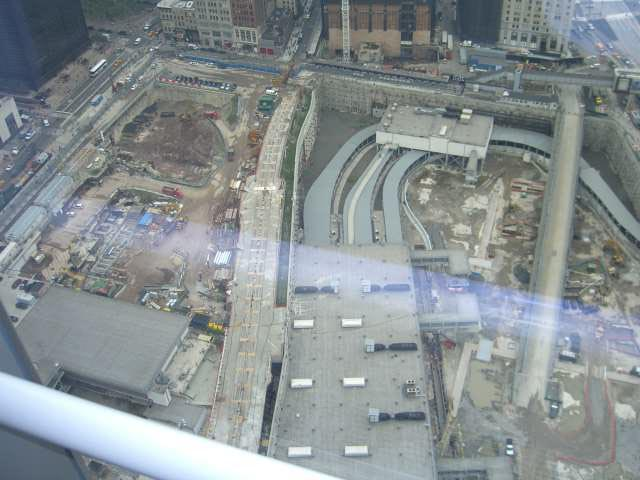
Station World Trade Center grenzt an Greenwich Street und darunter verlaufende städtische U-Bahn-Strecke an. Blick südwärts 2006 aus 7 WTC auf die nach Zerstörung 2001 an gleicher Stelle neu aufgebaute Station.

Die Tiefgeschosse des WTC wurden westlich der Greenwich Street in einer rundum gegen das Grundwasser abgedichteten Baugrube gebaut.:12 Diese Grube nahm in Nord-Süd-Richtung die Fläche von vier Häuserblocks und in Ost-West-Richtung von zwei Häuserblocks ein. (16 acre, 980 ft × 520 ft).:12 Der Bereich nahm rund 70 % der Grundfläche des WTC-Komplexes ein.:12 Die auszuhebende Baugrube wurde unter Verwendung der erst wenige Jahre zuvor in Italien entwickelten Schlitzwand-Technik binnen eines Jahres mit einer 3500 Fuß langen, 3 Fuß dicken und mit im Kontraktorverfahren (englisch tremie method) im Schlitz errichteten Stahlbetonwand rundherum abgedichtet.:13 Der Verlauf der Greenwich Street entsprach in der Frühzeit der Besiedlung der Insel Manhattan der Hochwasserline des von den Gezeiten beeinflussten Hudson River und liegt nach mehreren historischen Phasen der Landaufschüttung mehr und mehr im Inneren der Insel.:13
Nachdem die Schlitzwand im Jahr 1968 fertig gestellt war, begann die Abbaggerung des Bodenaushubs. Dabei wurde die Schlitzwand schrittweise im Grundgestein rückverankert.:13 In dieser Grube wurden die Zwillingstürme WTC 1 und WTC 2 auf dem in 55 bis 80 Fuß Tiefe anstehenden Manhattan-Glimmerschiefer gegründet.:13
Der neue Nahverkehrs-Bahnhof World Trade Center für die PATH wurde parallel neben der ostwärtigen Schlitzwand an der Greenwich Street gebaut.:13 Er erstreckte sich von unterhalb des WTC 2 im Süden bis unterhalb des WTC 6 im Norden.:10 Die städtische U-Bahn-Strecke IRT Broadway–Seventh Avenue Line in einfacher Tiefenlage unter der Greenwich Street musste ebenso bewahrt werden wie die zwei gusseisernen, 17 Fuß Durchmesser aufweisenden Streckentunnel der PATH. Diese mussten in der Baugrube der Länge nach abgestützt werden und unterquerten auf dem Weg zum und vom Hudson Terminal die städtische U-Bahn.:15–17
Für den Nahverkehrs-Bahnhof nutzte man die größere Grundfläche der Baugrube westlich der Greenwich Street aus und legte im Vergleich zum Hudson Terminal längere Bahnsteige an. Dafür konnten die neuen Fahrtunnel weiter auseinandergezogen trassiert werden.
Die alte Verkehrsstation Hudson Terminal wurde nach ihrer Stilllegung ab 1971 als Tiefebene B-2:17 in die Untergeschosse des World Trade Centers östlich der Greenwich Street integriert und die Bahnsteige entfernt. Die gusseisernen ehemaligen Fahrtunnel wurden nur im Bereich des alten und des neuen Bahnhofs unterirdisch teilweise beibehalten und für die Versorgung des Komplexes mit Straßenfahrzeugen umgebaut.:17 Die ehemalige Verteilerebene im ersten Untergeschoss hingegen war im Jahr 1972 restlos abgerissen.

## World Trade Center Station (1971–2001)

Lageplan WTC-Komplex auf Ebene der Ladenpassage The Mall At The World Trade Center

Nachdem im Jahr 1966 mit dem Bau des Komplexes begonnen worden war, blieb die unterirdische Verkehrsstation Hudson Terminal an der Church Street bis 1971 in Betrieb. Direkt westlich der Greenwich Street wurde der neue PATH-Bahnhof World Trade Center auf der untersten Ebene der tief gegründeten Untergeschosse des entstehenden World Trade Centers gebaut, ohne den laufenden Bahnbetrieb zu stören.
Anfang Juli 1971 wurde vor dem Wochenende des amerikanischen Unabhängigkeitstages der alte Bahnhof stillgelegt, der Lückenschluss in den Gleisen zum neuen Bahnhof vollzogen und am 6. Juli 1971 der Betrieb aufgenommen.
Die beiden über 400 Meter hohen Zwillingstürme wurden in den Jahren 1972 (World Trade Center 1) bzw. 1973 (World Trade Center 2) komplettiert. Der zur Verkehrsberuhigung oberhalb des alten Straßenniveaus angelegte zentrale Platz (World Trade Center Plaza, ab 1982 Austin J. Tobin Plaza) war von den 110-geschossigen Zwillingstürmen, den drei bis zu 10-geschossigen Plaza-Bauten World Trade Center 4 bis 6 und als letztem fertig gestelltem Bestandteil dem als Hotel genutzten World Trade Center 3 umgeben. Auf dem Platz, oberhalb des ehemaligen Verlaufs der Greenwich Street, wurde 1972 die Großplastik Große Kugelkaryatide N.Y. installiert.:14 Unter dem Platz und unter World Trade Center 4 und 5 erstreckte sich die Ladenpassage The Mall At The World Trade Center mit Zugängen zur PATH.
In den Jahren nach der Eröffnung des WTC-Komplexes war die PATH-Station stark frequentiert, da sie einen direkten Zugang zu den beiden Zwillingstürmen hatte und kurze Umsteigeverbindungen zu mehreren Stationen der New York City Subway anbot. Im gesamten World-Trade-Center-Komplex arbeiteten rund 50.000 Menschen. Viele von ihnen erreichten ihren Arbeitsplatz über das U-Bahn-Netz oder von New Jersey aus mit der PATH.
Nach dem Bombenanschlag auf das World Trade Center 1993 berichteten Zeugen, dass die Decke der Bahnstation teilweise einstürzte. Nach einer Woche Sanierungsarbeiten konnte die U-Bahn-Station wieder bedient werden.

## Zerstörung und Neubau (2001–2016)

Überlagert eingezeichnet die Umrisse der Gebäude des alten und des neuen WTC

Durch die Terroranschläge am 11. September 2001 in den USA mit der Zerstörung des World-Trade-Center-Komplexes wurde die PATH-Station mitsamt ihrer technischen Ausrüstung schwer beschädigt. Es war kein Bahnbetrieb mehr möglich. Wasser floss vom WTC-Gelände aus in die Downtown Hudson Tubes und flutete die nördliche der beiden Tunnelröhren an ihrem tiefsten Punkt bis zur Decke.:16 Die Tunnelenden wurden vorübergehend wasserdicht verschlossen.:16 Ein leer abgestellter PATH-Zug wurde erst im Laufe der Abrissarbeiten geborgen. Zwei Wagen jenes Zugs wurden in Museen ausgestellt.
Nach den Aufräumarbeiten an Ground Zero, die im Mai 2002 offiziell beendet waren, wurden die Bahnanlagen wiederhergestellt und von der New Yorker Hafenbehörde provisorisch ein neuer Eingang errichtet, der am 22. November 2003 den Betrieb aufnehmen konnte. Da der Wiederaufbau des Komplexes geplant war, behielt die Bahnstation ihren Namen. In den Folgejahren bis zur Eröffnung der endgültigen Bahnhofsgebäude wurde der Eingang mehrmals verlegt, um jeweils wechselnde Baufelder freizugeben.

Provisorischer Bahnhof und seine Zugänge
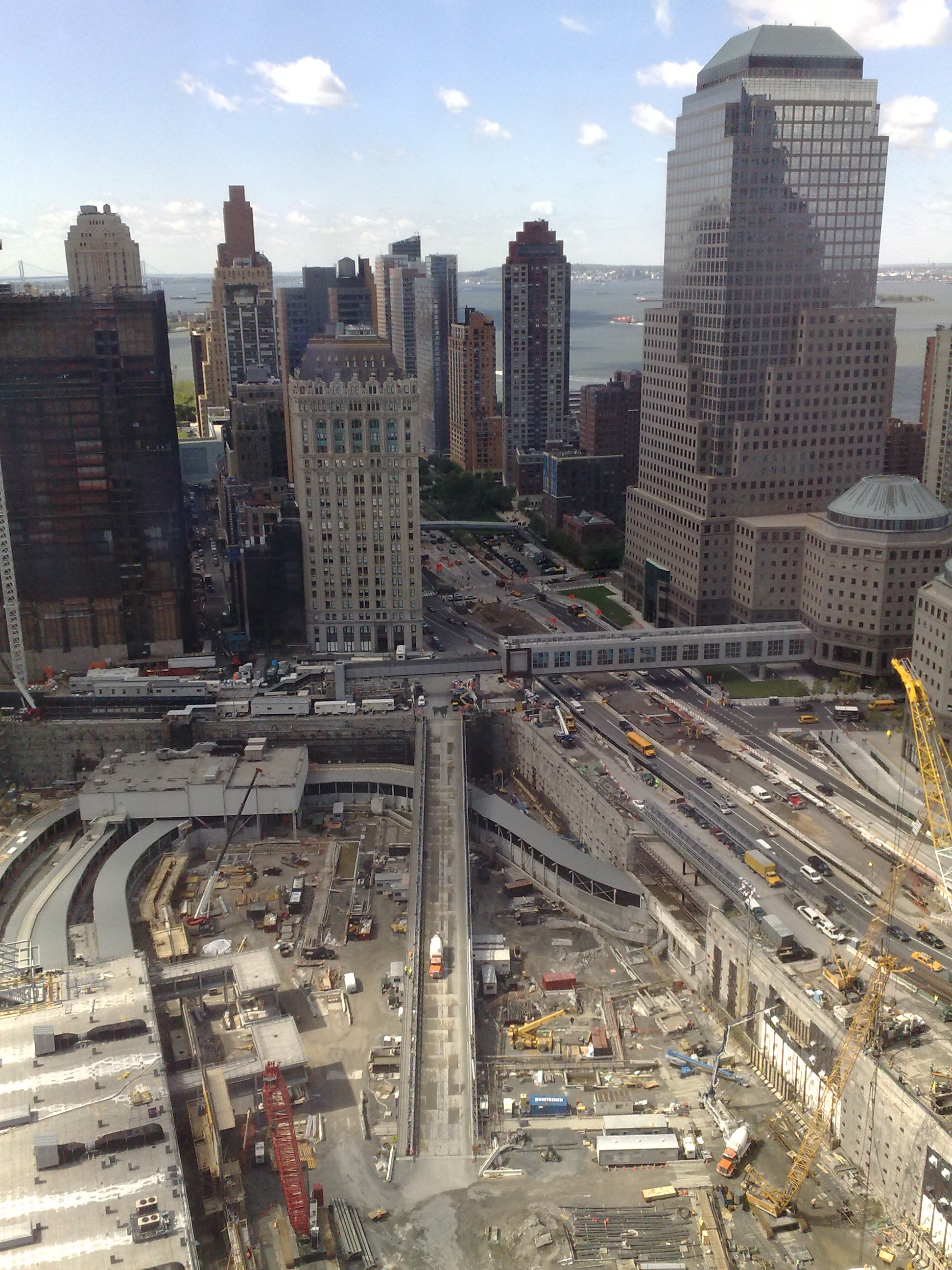
Mai 2008: PATH-Strecke und Bahnhof in Baugrube
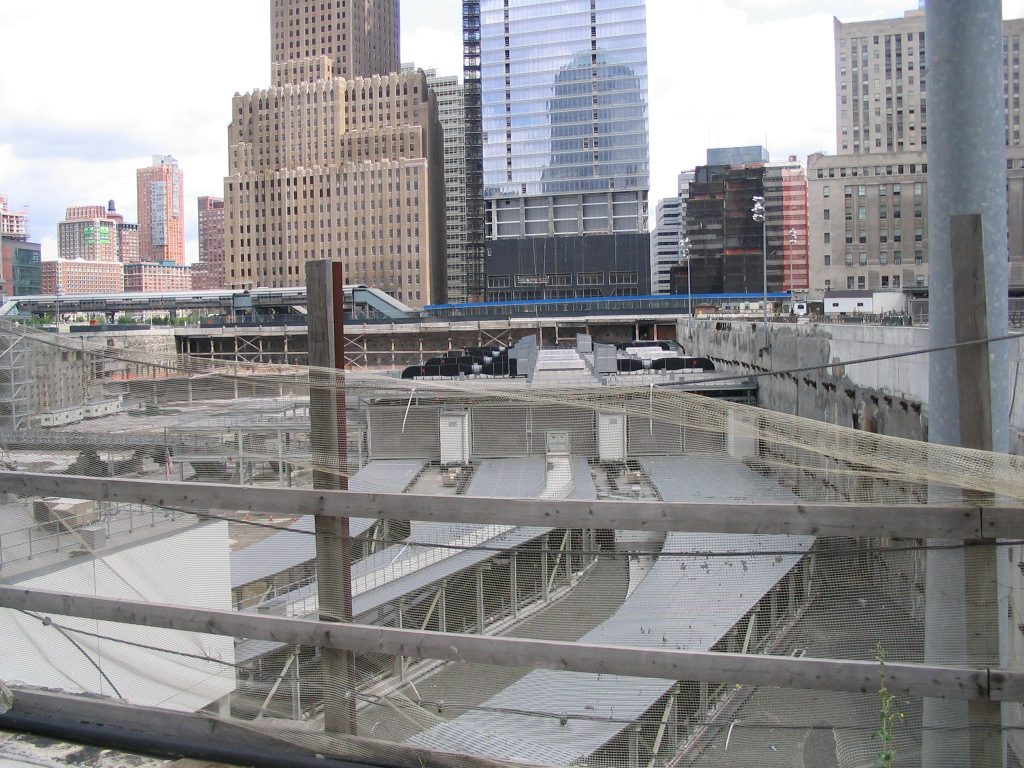
Juni 2005: Provisorischer Bahnhof, rechts reparierte Schlitzwand, hinten Barclay-Vesey Building und 7 WTC
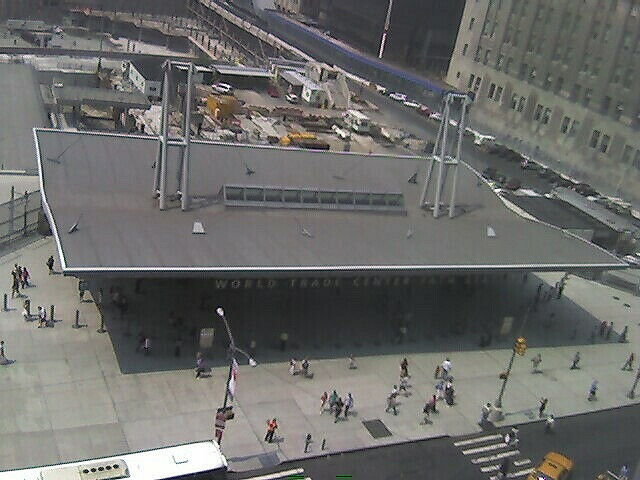
Zugang 2003 bis 2007, Church Street/Vesey Street, vorgesehen für 2 WTC
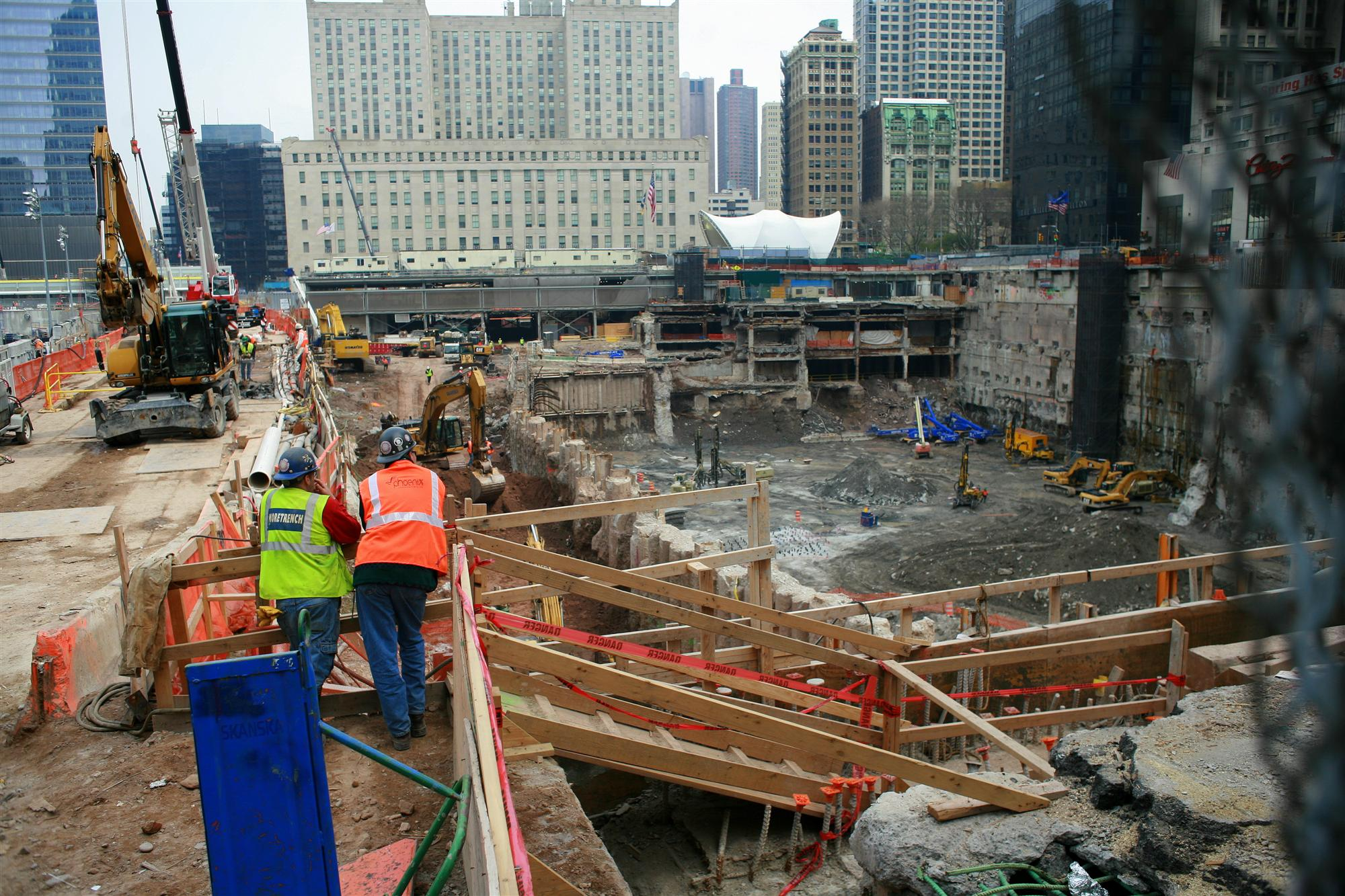
April 2008, Greenwich Street: Rechts östliche Baugrube, wo u. a. Hudson Terminal stand, hinten 90 Church Street
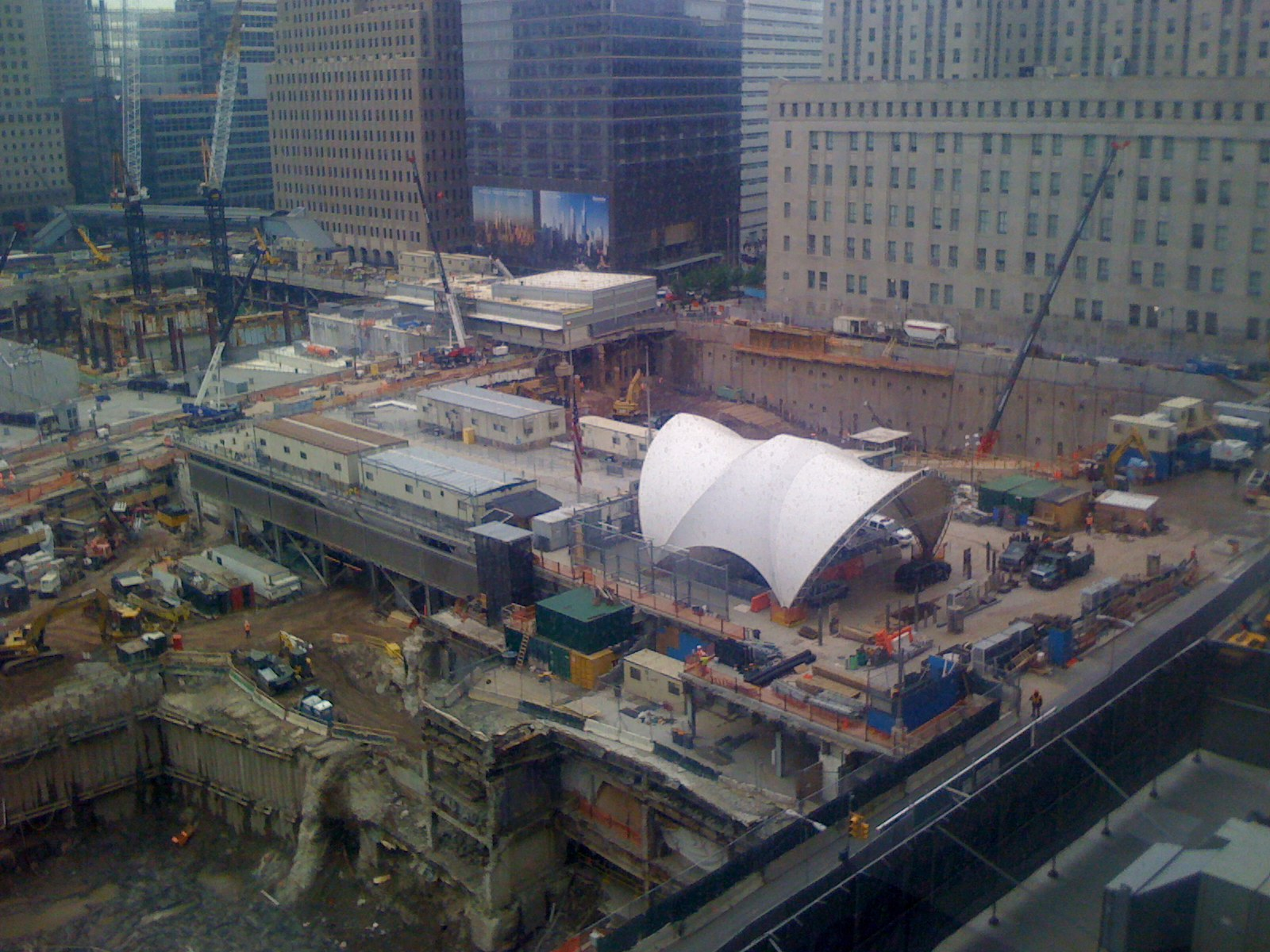
2008: Zeltdach Church Street, Grundstück ehemals Fulton Building, heute „Oculus“
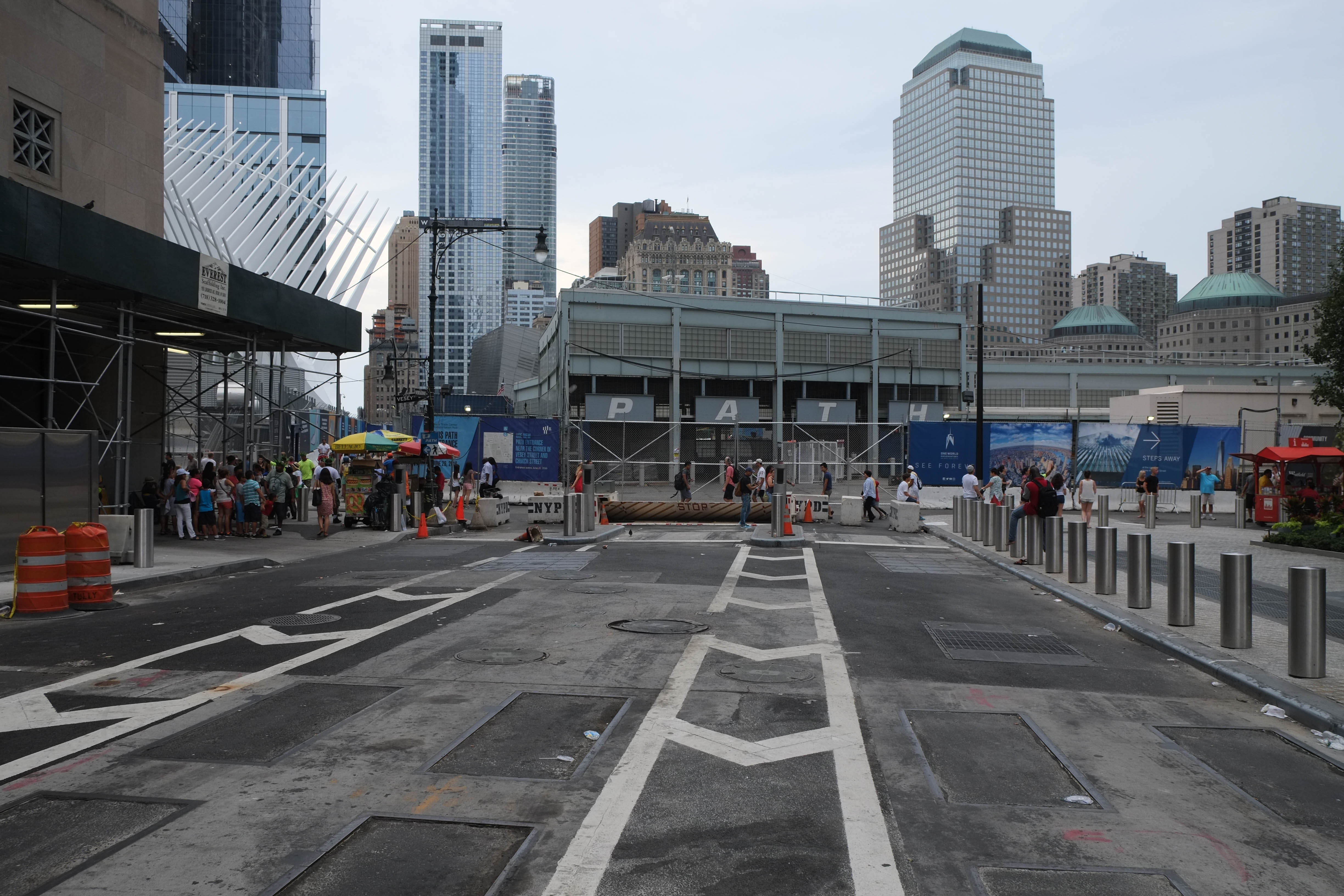
2016: Zugang Greenwich Street von Norden, links „Oculus“

## Neuer World-Trade-Center-Bahnhof

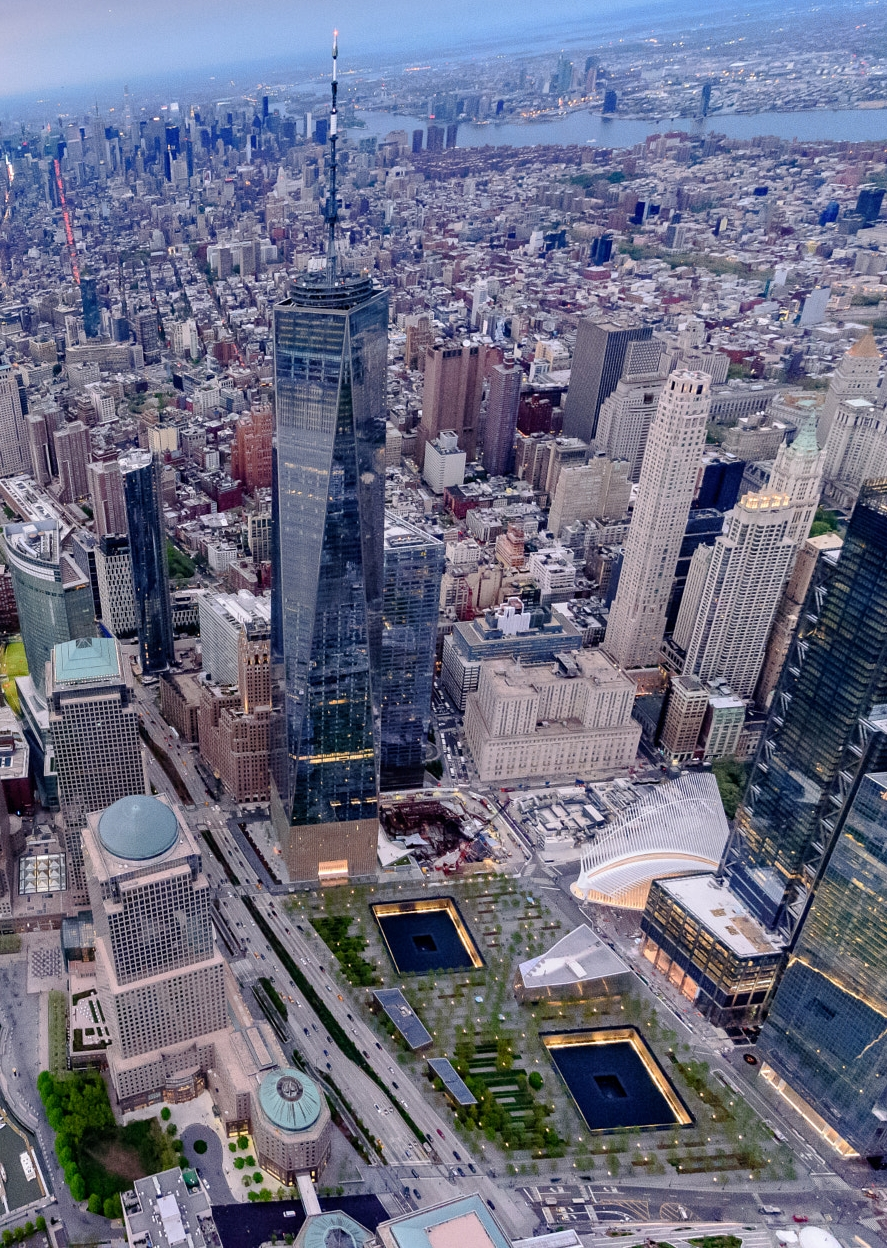
Neues World Trade Center 2018

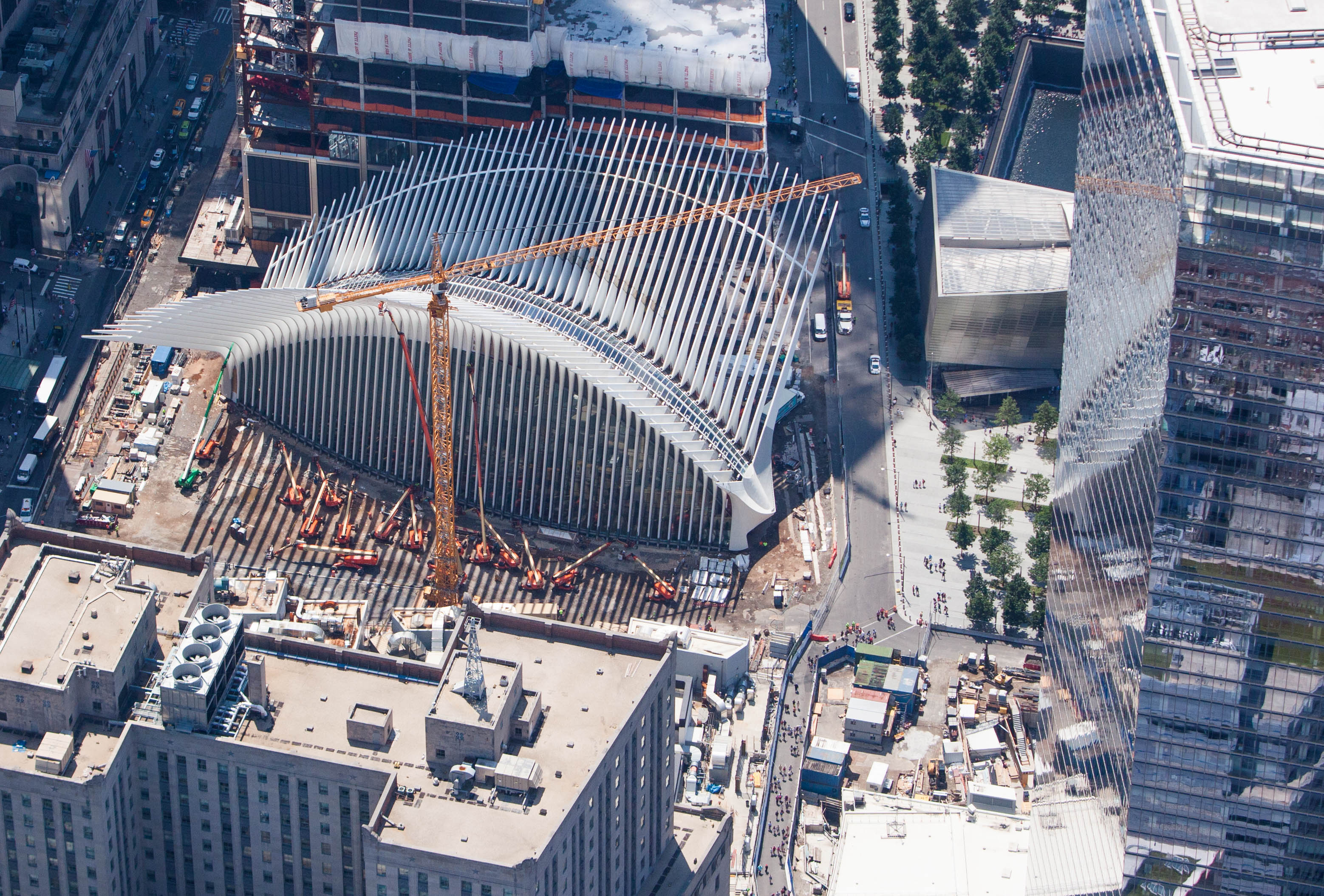
August 2015: „Oculus“ in Bau, rechts die Gedenkstätte

Nachdem im Jahr 2006 der endgültige Entwurf des neuen World-Trade-Center-Komplexes feststand, wurden auch neue Anlagen für den öffentlichen Verkehr entworfen, die von der Hafenbehörde von New York und New Jersey als World Trade Center Transportation Hub betitelt wurden. Als Architekt wurde Santiago Calatrava engagiert. Der neue Bahnhof besteht oberirdisch aus einem großen Glasbauwerk, das von Licht durchflutet wird, „Oculus“ genannt wird und das oberirdische Herzstück ist. Es beherbergt Einzelhandelsgeschäfte mit 45.000 Quadratmeter Verkaufsfläche.
Der gesamte Bau des neuen Bahnhofes wurde von der Port Authority finanziert und in Auftrag gegeben. Die Hafenbehörde ist Eigentümer des Ground Zero, während der Wiederaufbau des World Trade Centers in Gemeinschaftsarbeit mit dem Immobilienunternehmen Silverstein Properties erfolgte. Der Bau des Transportation Hub begann im Jahr 2008.
Die ersten Stahlgerippe für die Unterführung zum Brookfield Place wurden im Juli 2008 an der Stelle zwischen den Baustellen des One World Trade Centers und dem National September 11 Memorial and Museum installiert. Der Laaser Marmor für die Errichtung des Gebäudes wurde aus Südtirol bezogen. Die Baukosten beliefen sich auf etwa 4 Milliarden US-Dollar. Er war zum Zeitpunkt seiner Inbetriebnahme der teuerste Bahnhof, der weltweit gebaut worden war.
Ein direkter Zugang vom Transportation Hub besteht zum One World Trade Center und Four World Trade Center, eine weitere unterirdische Passage durch einen ebenfalls lichtdurchfluteten Gang führt zum benachbarten Brookfield Place. Die Teilinbetriebnahme eines ersten Bahnsteigs erfolgte im Februar 2014. Am 3. März 2016 wurde die Haupthalle des Bahnhofs eröffnet.

## Verkehr

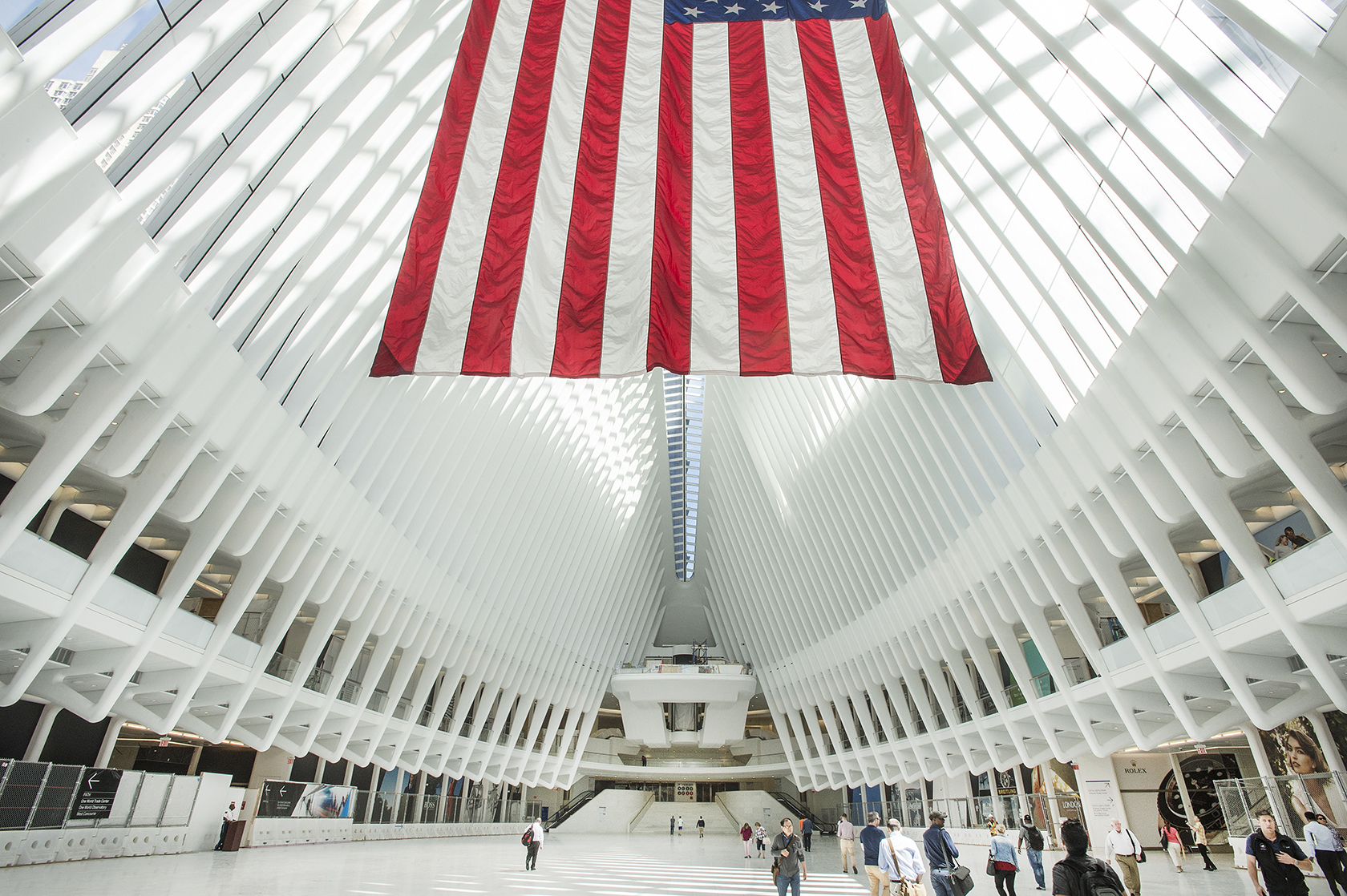
Bahnhofshalle „Oculus“, im Hintergrund der Zugang zur Dey Street Passage

### PATH
In der Station World Trade Center der Port Authority Trans-Hudson halten zwei Linien. Die rote Linie Newark–World Trade Center fährt jeden Tag rund um die Uhr. Die grüne Linie Hoboken–World Trade Center fährt an Werktagen.
| NWK-WTC | Rot  | Newark – World Trade Center  |
| HOB-WTC | Grün | Hoboken – World Trade Center |

### New York City Subway
In unmittelbarer Nähe der PATH-Station befinden sich folgende U-Bahnhöfe der New York City Subway:
- WTC Cortlandt  (IRT Broadway–Seventh Avenue Line) in der Greenwich Street
- Stationskomplex Chambers Street–World Trade Center/Park Place/Cortlandt Street an der Church Street
  - World Trade Center  – Chambers Street  (IND Eighth Avenue Line)
  - Park Place  (IRT Broadway–Seventh Avenue Line)
  - Cortlandt Street  (BMT Broadway Line)
- Durch die am Ostende des Oculus angebundene Dey Street Passage erreicht man zwei Häuserblöcke weiter östlich das Empfangsgebäude Fulton Center als Teil des Stationskomplexes Fulton Street Station  am Broadway

### U-Bahnhof WTC Cortlandt
Der U-Bahnhof WTC Cortlandt der New York City Subway wurde 2018 eröffnet. Sein Vorgänger wurde im Jahr 1918 im Rahmen der Streckenneubauten gemäß den Doppelverträgen von 1913 als Cortlandt Street eröffnet und war ein gewöhnlicher U-Bahnhof der IRT Broadway–Seventh Avenue Line.
Beim Bau des ersten World Trade Centers wurden die zuvor öffentlichen Straßen Cortlandt Street und Greenwich Street in dem Bereich aufgehoben und überbaut. Der Tunnelverlauf folgte aber unverändert dem früheren Verlauf der Greenwich Street. Der U-Bahnhof bekam zur Eröffnung des World Trade Centers 1973 den Namen Cortlandt Street–World Trade Center. Er lag zum Teil unter den niedrigen Plaza-Bauten World Trade Center 4 und World Trade Center 5, zum Teil unter dem zentralen Platz (World Trade Center Plaza, ab 1982 Austin J. Tobin Plaza).:14 Er war auch von der Ladenpassage The Mall At The World Trade Center aus zugänglich, die sich hauptsächlich im Bereich unter dem zentralen Platz und unter World Trade Center 4 und 5 erstreckte. Unter einer als „Survivors’ Staircase“ bekannt gewordenen Treppe, die am World Trade Center 5 von der Vesey Street hinauf zum Austin J. Tobin Plaza führte, befand sich einer von mehreren Straßenabgängen.:27
Beim Einsturz beider Zwillingstürme wurden ein Tunnelabschnitt und Bereiche des U-Bahnhofs zwischen Cedar Street im Süden und Park Place im Norden auf einer Länge von über 425 Metern beschädigt oder zerstört. Der südliche Bereich war entweder eingestürzt oder von herabfallenden Trümmern zerdrückt worden, der nördliche Bereich war verhältnismäßig intakt.:17 Dieser zerstörte Abschnitt wurde bis März 2002 abgetragen.
Der Tunnel wurde bis zum September 2002 zum Teil neu errichtet, um die U-Bahn-Strecke so bald wie möglich wieder durchgängig bis South Ferry befahren zu können. Eine Einhausung schützte den Tunnel vor den Bauarbeiten an der World Trade Center Site. Sie wurde für die Errichtung des „Oculus“ teilweise zurückgebaut und die Last des Tunnels auf ein neues Tragwerk verlagert. Der Tunnelverlauf wurde in alter Lage mit seinen leichten Kurven wiederhergestellt und darauf die Greenwich Street erneut angelegt. Für Fahrgäste blieb der U-Bahnhof bis 2018 unzugänglich.

U-Bahnhof WTC Cortlandt
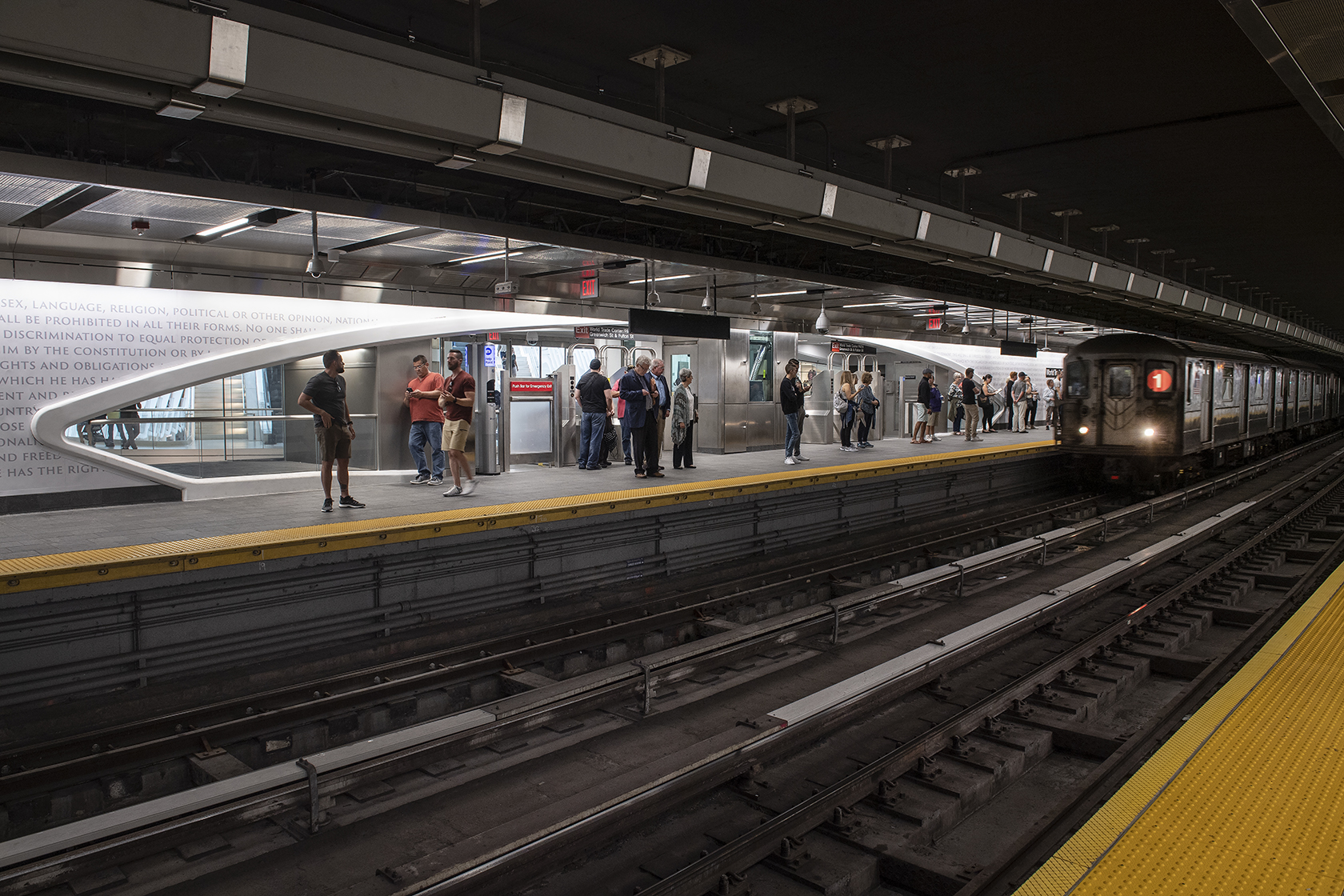
Neubau WTC Cortlandt am Eröffnungstag 2018 mit Zug der Linie 1
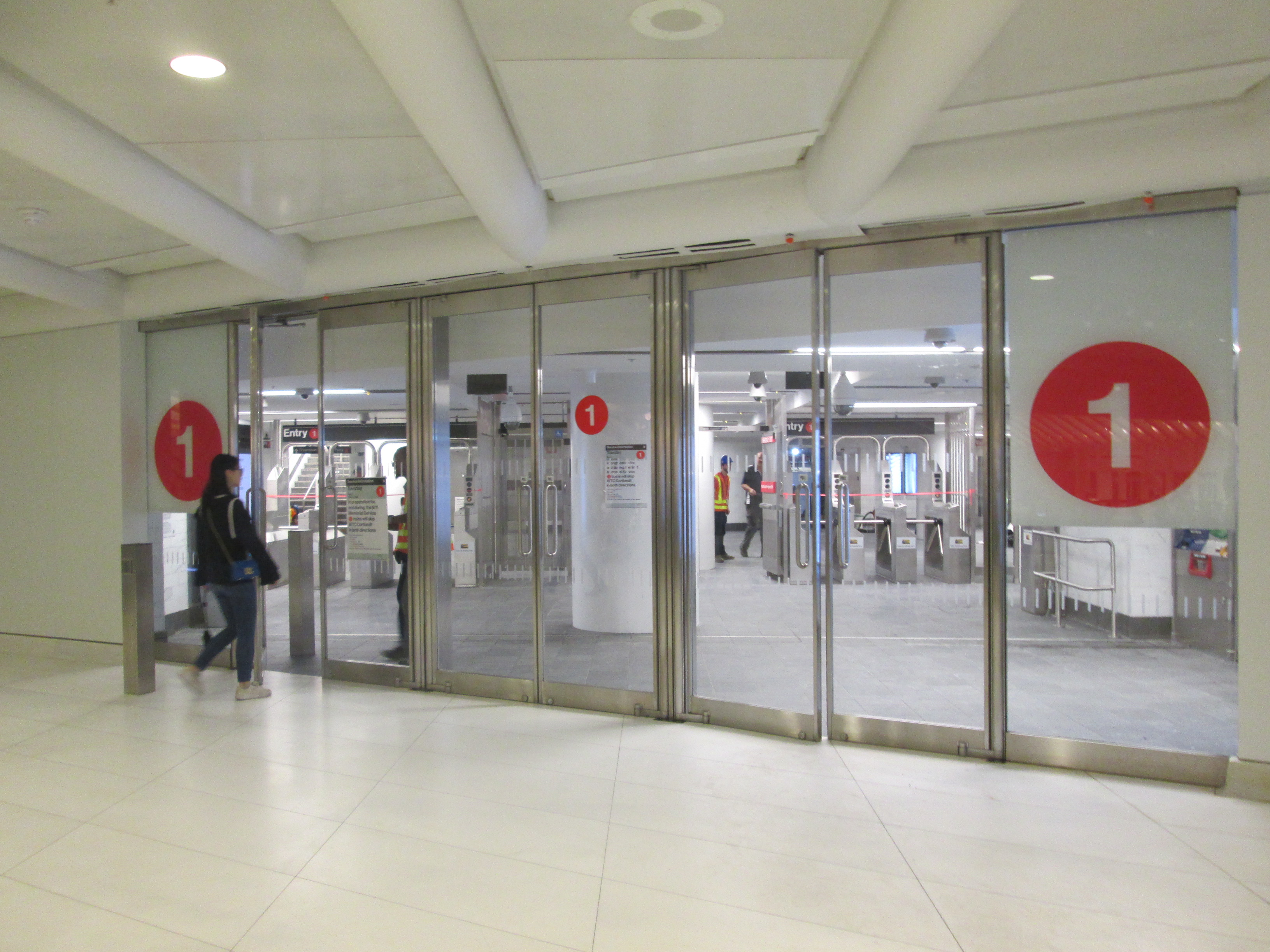
Zugang vom WTC Transportation Hub zur U-Bahn
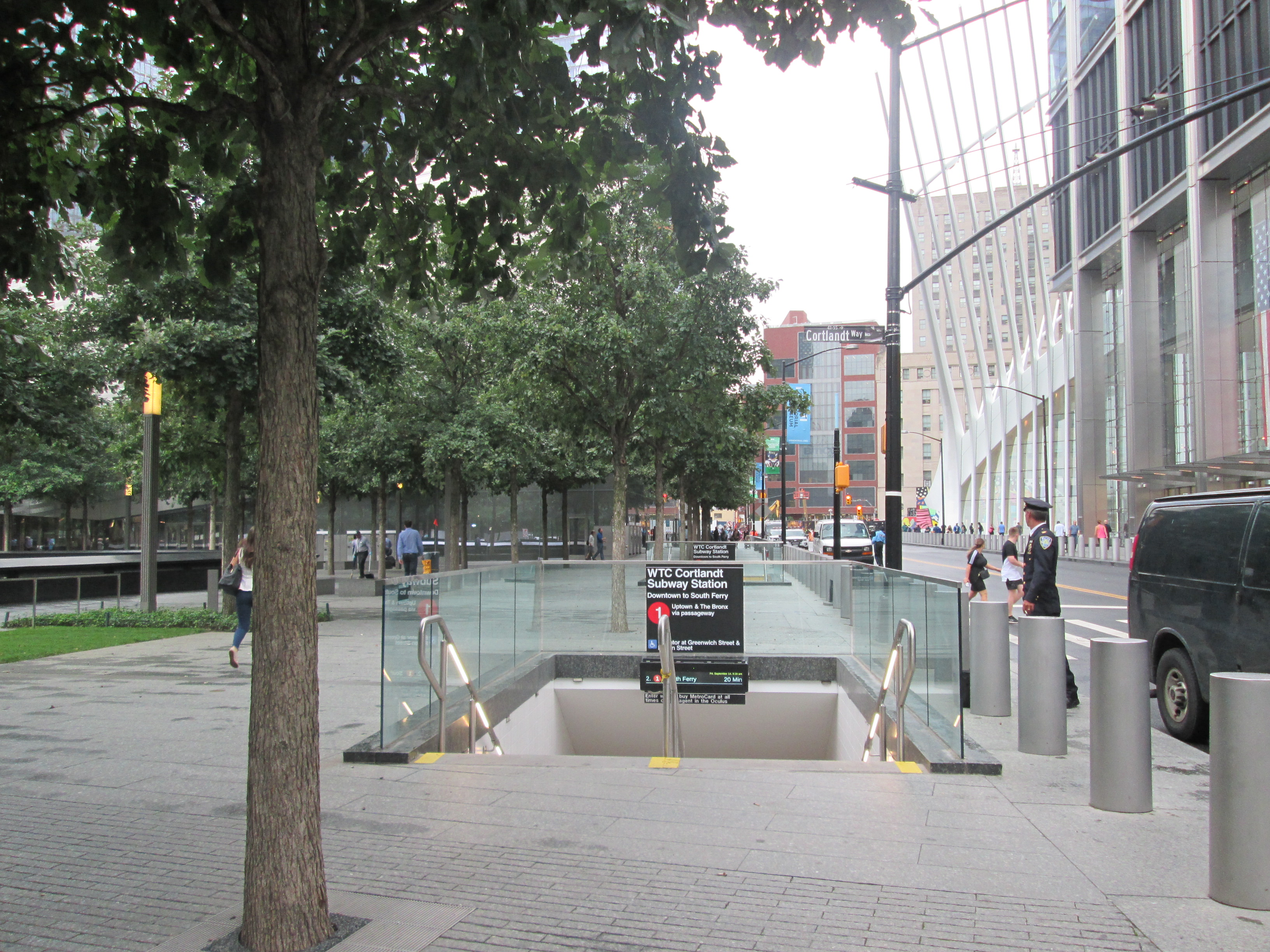
Straßenabgang am Cortlandt Way, Blick nach Norden entlang Greenwich Street. Vorne rechts 3 World Trade Center, dahinter „Oculus“.
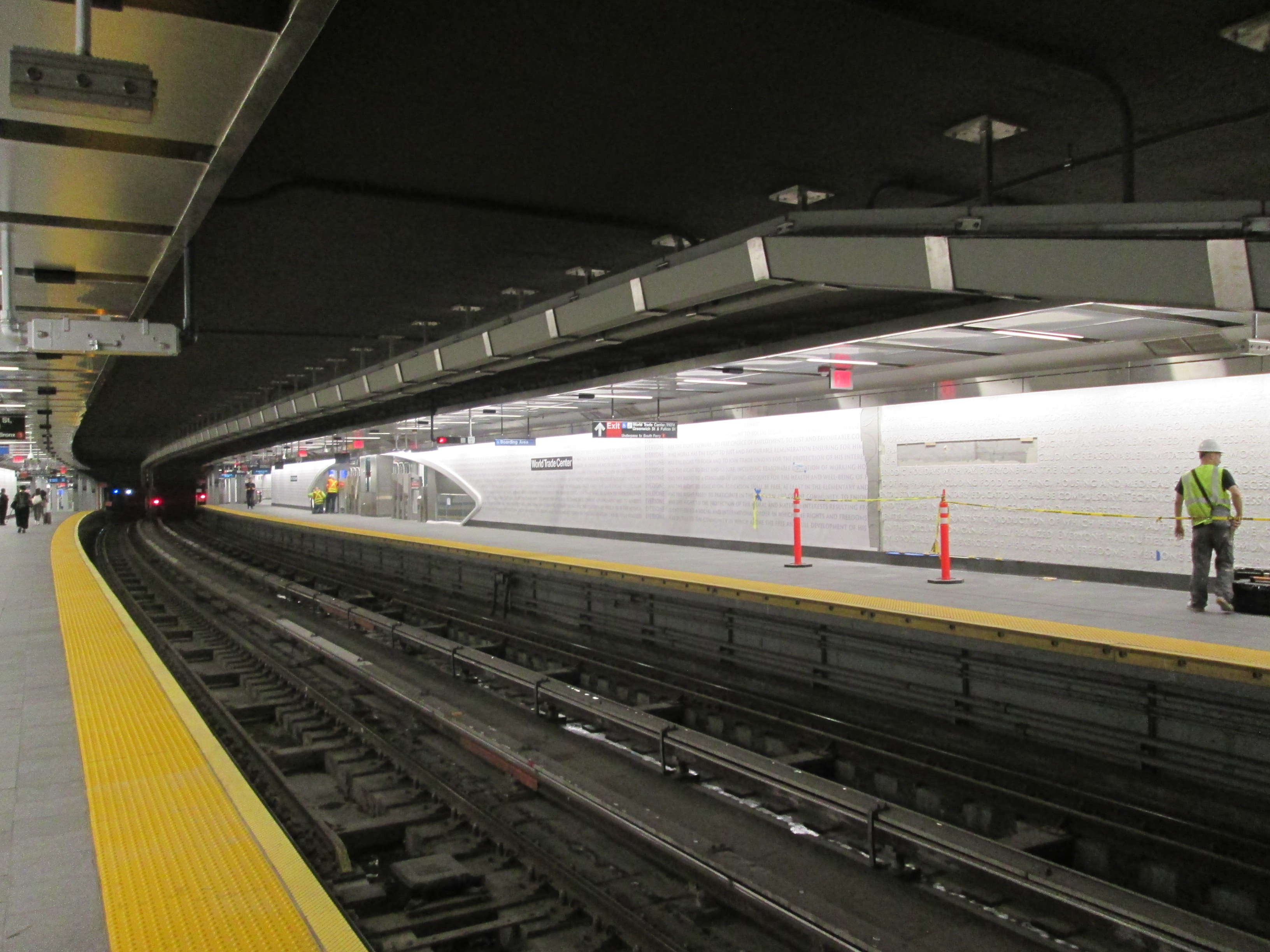
Der Tunnel folgt dem historischen Verlauf der Greenwich Street darüber